# Weltstadt

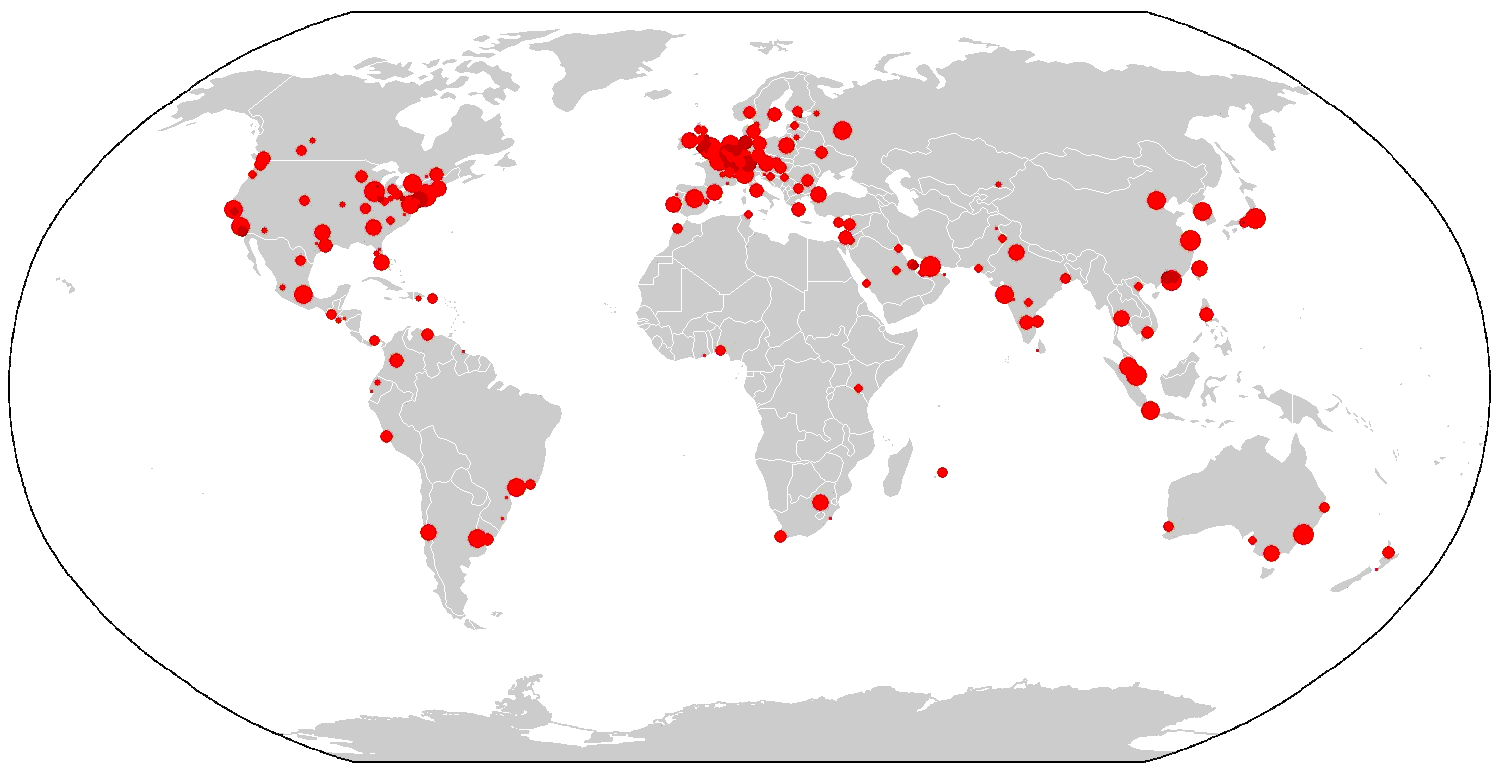
Verteilung der Weltstädte gemäß der vorwiegend wirtschaftlich orientierten GaWC-Studie von 2010

Als Weltstadt werden Städte von überragender weltweiter Wichtigkeit bezeichnet. Eine Weltstadt besitzt zentrale Bedeutung auf politischem, wirtschaftlichem oder kulturellem Gebiet.
Im Gegensatz zum teilweise synonym angewandten Begriff Metropole, der auch in Bezug auf eine bestimmte Region oder Funktion benutzt werden kann, ist beim Weltstadtbegriff der Bezugsrahmen das gesamte Städtesystem der Erde.

## Kriterien

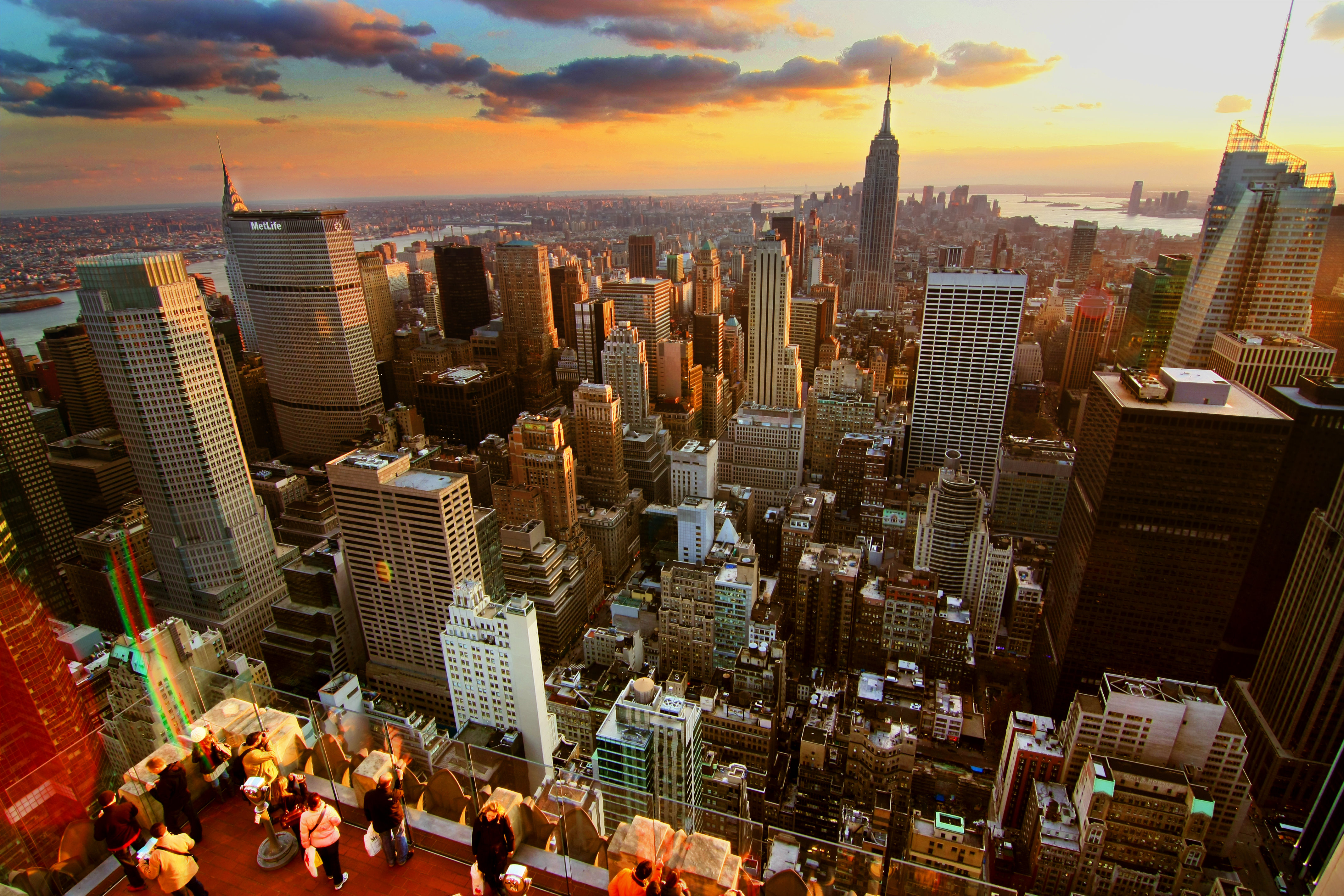
New York gilt als wichtigster Finanzplatz der Welt und ist der Sitz der Vereinten Nationen.

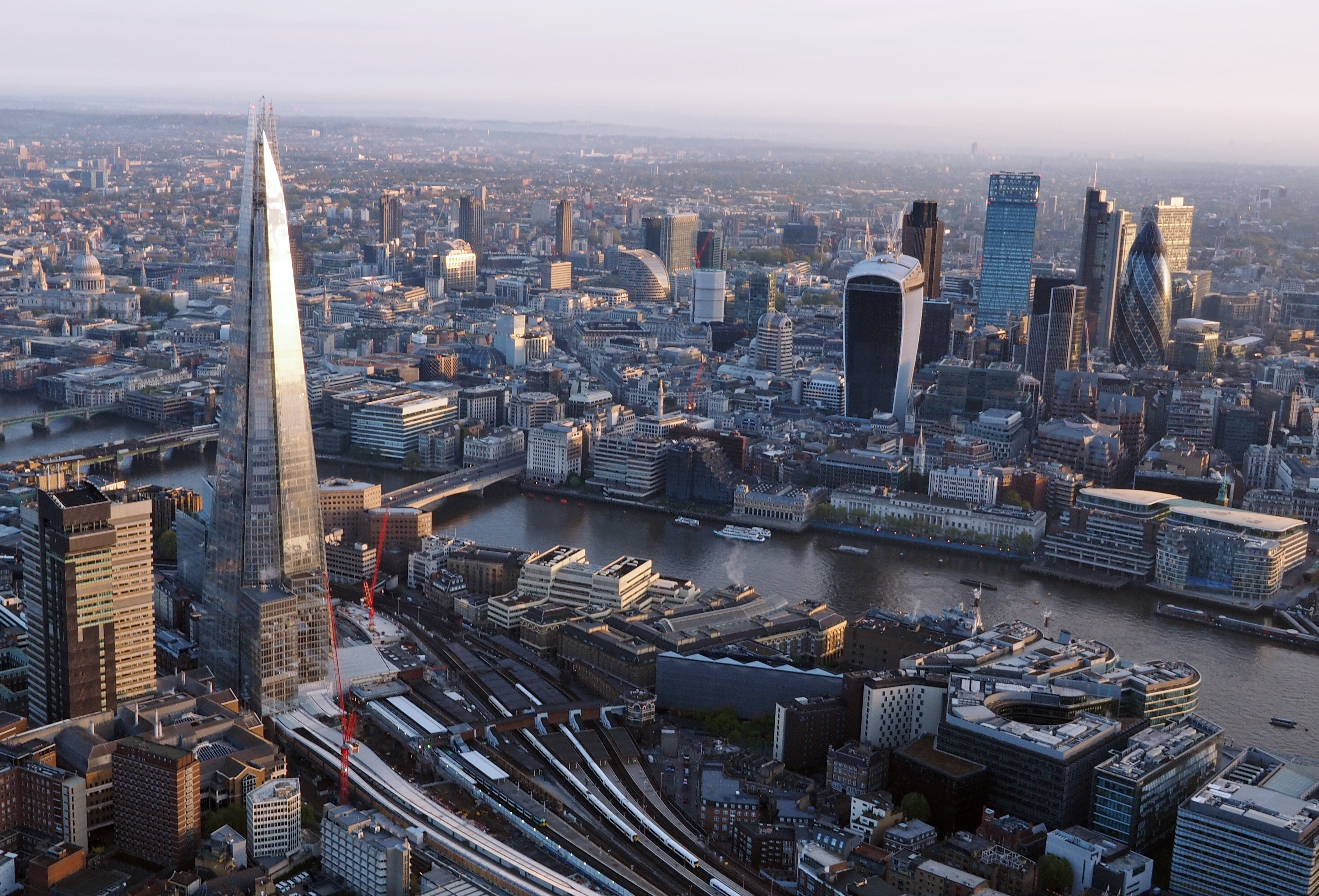
London ist die Hauptstadt der sechstgrößten Volkswirtschaft und das größte europäische Finanzzentrum.

Tokio, einwohnerreichste Metropolregion der Welt und bedeutende Metropole Asiens

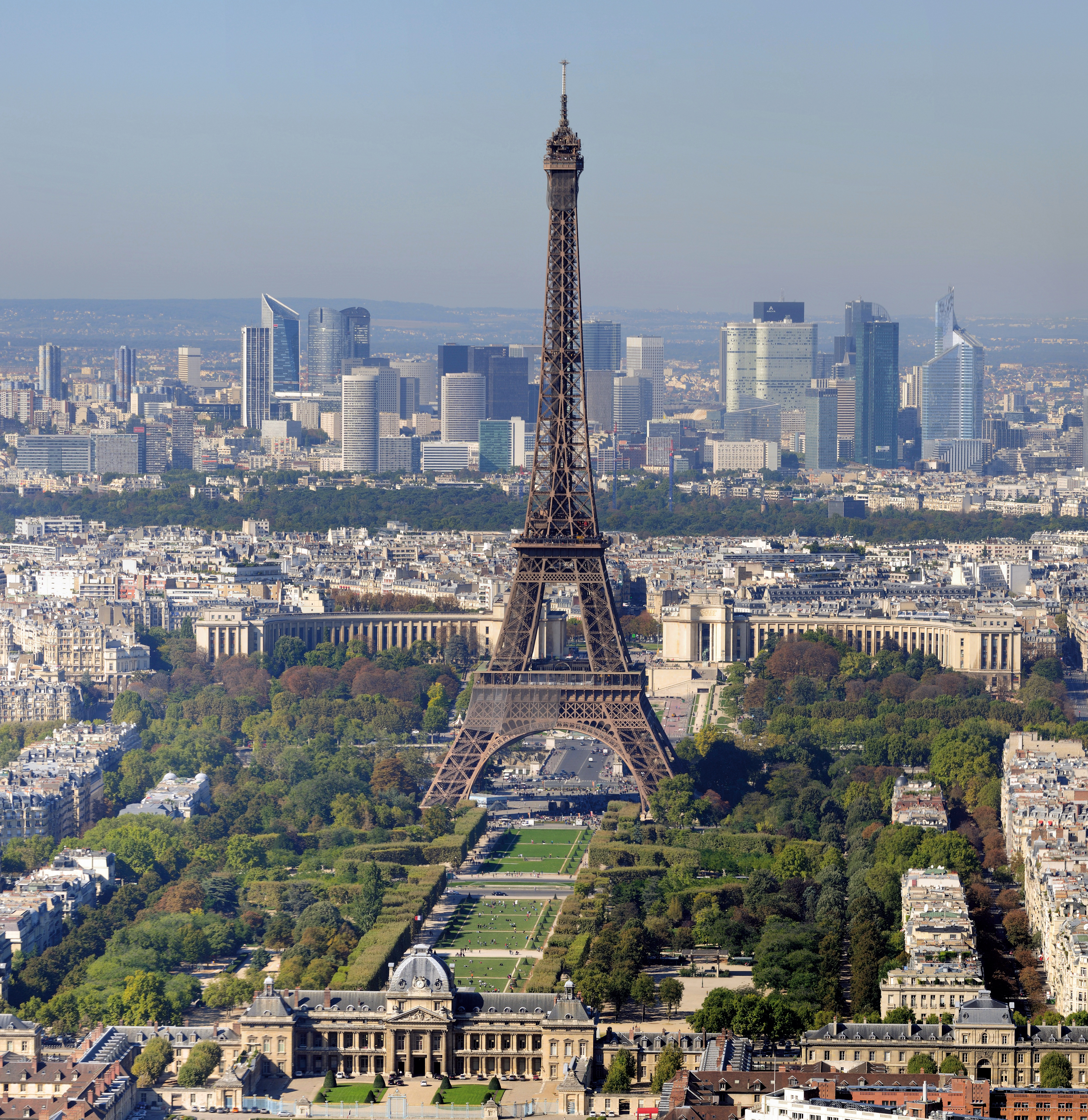
Paris ist die Hauptstadt Frankreichs und das kulturelle, wirtschaftliche und politische Zentrum des Landes.

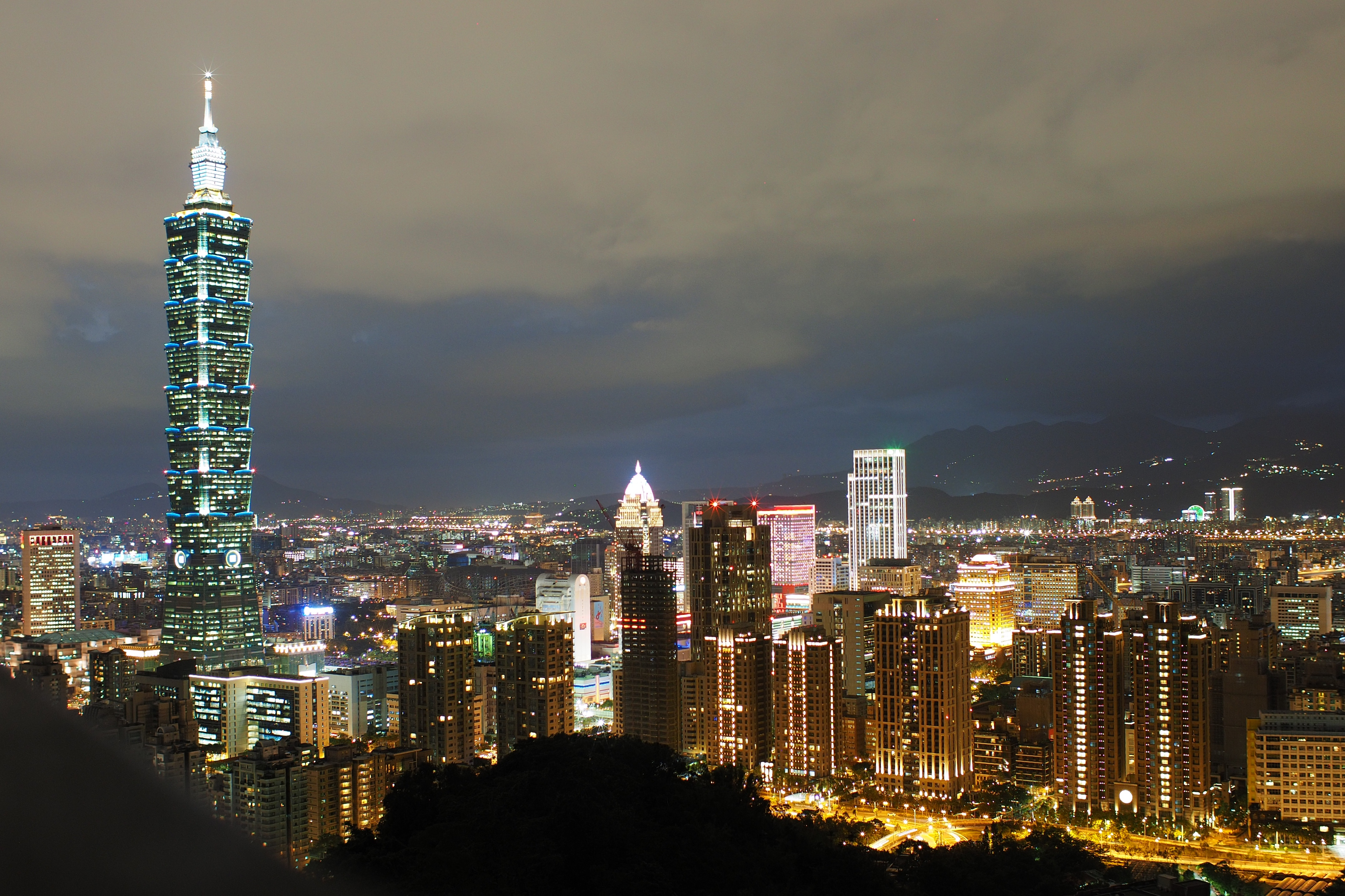
Taipeh ist die Hauptstadt Taiwans und das größte asiatische Finanzzentrum.

Eine Weltstadt besitzt oder besaß zentrale Bedeutung für große Teile der Welt auf politischem, wirtschaftlichem und/oder kulturellem Gebiet. Darüberhinausgehend wird gefordert, dass eine Weltstadt ihre eigene begrenzte Weltökonomie dominiert.

### Politische Bedeutung
Weltstädte im politischen Sinne sind und waren die Machtzentren der großen Weltreiche und einflussreichen Volkswirtschaften. Historisch bedeutende Weltstädte waren etwa Alexandria, Rom, Madrid, Konstantinopel, London, Berlin, Moskau und Sankt Petersburg, Lissabon und Wien, die ihre Macht auf mehreren Kontinenten ausübten. Die bedeutsamen, politischen Zentren der Gegenwart sind zumeist die Hauptstädte der großen Volkswirtschaften wie Washington, D.C., Paris, Berlin, Tokio oder Peking. Wenn eine Hauptstadt Sitz nennenswerter internationaler Organisationen ist, erhöht dies ihre weltweite Bedeutung.
New York City als Hauptsitz der wichtigsten internationalen Institution, der Vereinten Nationen (UN), kann mit Einschränkungen auch als ein weltweites politisches Zentrum angesehen werden. Eine Reihe von UN-Sonderorganisationen und weiterer internationaler Einrichtungen sind in Genf und Wien ansässig. Brüssel, der Sitz der Europäischen Kommission und der NATO, weist ebenfalls eine internationale politische Bedeutung auf, zumal diese Institutionen nicht nur innerhalb Europas bzw. des transatlantischen Raums, sondern auch weltweit agieren und wahrgenommen werden.

### Wirtschaftliche Bedeutung
Weltstädte im wirtschaftlichen Sinne sind vorwiegend Metropolen, die eine große Zahl weltweit agierender Unternehmen aufweisen. Es sind zumeist Zentren der unterschiedlichsten Industriezweige und insbesondere der hochbezahlten Finanz- und Dienstleistungswirtschaft. Eine überdurchschnittliche Pro-Kopf-Wirtschaftsleistung im nationalen und internationalen Vergleichsrahmen ist dafür ein Indiz.
Die drei größten Wirtschaftsregionen der hochentwickelten Welt (Ostasien, Europa, Nordamerika) haben hier jeweils eine führende Metropole herausgebildet (Tokio, London und New York, siehe hierzu Saskia Sassens Global-City-Theorie). Ergänzende Finanzzentren mit immer noch überragender internationaler Bedeutung sind Hongkong, Taipeh, Singapur, Seoul und Sydney im pazifischen Raum; Frankfurt am Main, Paris, Mailand, Madrid, Amsterdam und Zürich in Europa sowie Chicago und Toronto in Nordamerika. Auch in wirtschaftlichen Schwellenländern haben sich wichtige Finanzzentren entwickelt, deren Börsenhandelsvolumen aber mit Ausnahme von Mexiko-Stadt noch nicht an die etablierten Metropolen herankommt, etwa Mumbai, Moskau, Istanbul, Bangkok oder São Paulo.
Aufgrund der großen wechselseitigen Verflechtung der Weltwirtschaft sind die Finanzmetropolen meist auch bedeutende Verkehrsknotenpunkte, vor allem im Flugverkehr. Eine erste Definition von Weltstädten im wirtschaftlichen Sinne unter Berücksichtigung und Miteinbeziehung der Erkenntnisse anderer Geografen und Ökonomen lieferte 1986 John Friedmann, der hierbei seine World City Theorie erstellte, die er seither mehrmals aktualisierte.

### Kulturelle Bedeutung
Weltstädte im kulturellen Sinne sind wesentlich schwerer objektiv zu identifizieren, da es wenig quantifizierbare Indikatoren gibt (wie Regierungs- oder Konzernspitze, Fluggastzahlen oder das Handelsvolumen der Wertpapierbörse). Kulturmetropolen haben z. B. zentrale Funktionen für das Verbreitungsgebiet einer Weltsprache wie London, New York und Los Angeles für große Teile der anglophonen Welt, Mexiko-Stadt, Buenos Aires und Madrid für Lateinamerika, Paris für große Teile des frankophonen Afrikas und Kairo für die arabische Welt. Weltstädte mit kulturellem Schwerpunkt sind Anziehungspunkte für Künstler und Kulturschaffende wie zum Beispiel Berlin und Wien, Orte hoher touristischer Attraktivität und Standorte wichtiger Institutionen (Museen, Theater, jährliche Festivals u. a.) von überragender Bedeutung oder Wegbereiter kultureller Entwicklungen.
Zu den Städten mit kulturellem Fokus zählen außerdem Zentren, in denen Kulturgüter wie Mode, Film, Musik, Kunst, Architektur oder auch Videospiele produziert werden. Hierzu können Mailand als Modezentrum oder Mumbai als Filmstadt (Bollywood) beispielhaft genannt werden. Übergreifende Sportereignisse wie Olympische Spiele und Weltmeisterschaften sowie ansässige Sportvereine von internationaler Bedeutung (Real Madrid, Los Angeles Lakers) tragen zum kulturellen Renommee einer Stadt bei. Eine besondere Gruppe bilden religiöse Zentren weltweiter Bedeutung wie Jerusalem, Rom oder Mekka. Metropolen von weltweiter Bedeutung weisen nicht selten eine hohe Konzentration an Hochschulen, Universitäten und Forschungsinstitutionen auf.
Die internationale Präsenz einer Weltstadt spiegelt sich in ihrem hohen Bekanntheitsgrad, der auf eine wiederkehrende mediale Verbreitung rückschließen lässt. Der Bekanntheitsgrad einer Weltstadt wird zudem durch die historische Bedeutung abgeleitet. So sind das „alte Rom“, das „antike Athen“, oder das „geteilte Berlin“ weltweit bekannte Begriffe der Geschichtsschreibung.

## Definitionen

### Global City

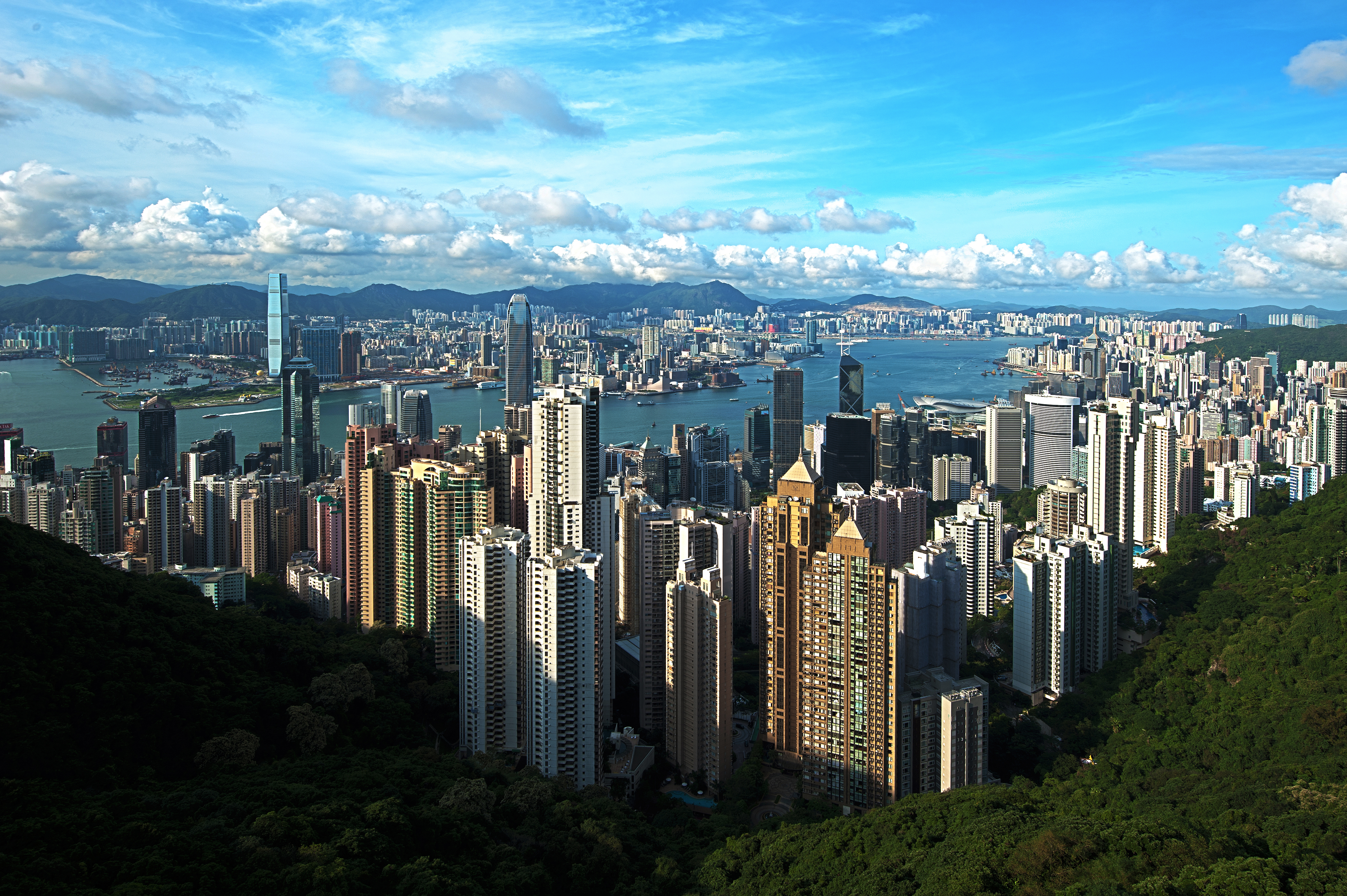
Hongkong ist einer der bedeutendsten Finanz- und Handelsplätze in Asien

In der Humangeographie wird häufig der erstmals 1991 von Saskia Sassen geprägte Begriff der Global City benutzt. Hier wird er eher als weltweites wirtschaftliches Zentrum verstanden. Der deutsche Begriff „Weltstadt“ hingegen wird als ein traditionell politisch-kulturelles, kosmopolitisches Zentrum von weltweiter Bedeutung gesehen. Beide Stadttypen schließen sich nicht gegenseitig aus, Städte sind oftmals beides.
Die Methodik zur Erforschung von Global Cities wird seit Anfang der neunziger Jahre durch das Globalization and World Cities Research Network (GaWC) entwickelt.

### Metropole

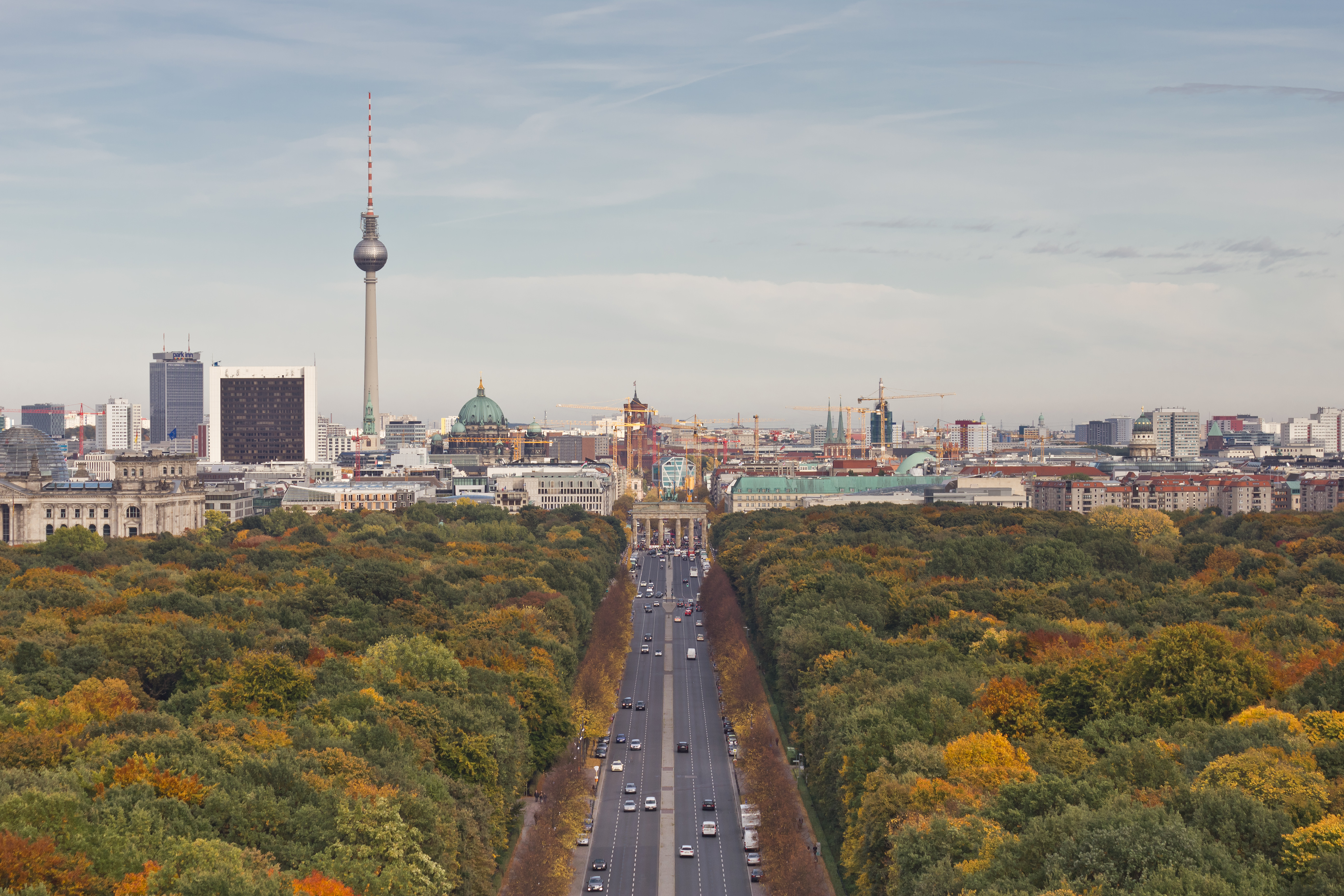
Berlin ist die Hauptstadt und größte Metropole der drittgrößten Volkswirtschaft der Welt

Der Begriff Metropole wird häufig synonym zu „Weltstadt“ benutzt, aber auch in Bezug auf kleinere Städte, die in einem bestimmten Teilraum oder einer bestimmten Branche wichtige zentrale Funktionen innehaben. Der Begriff (griechisch für „Mutterstadt“) ist also doppeldeutig und bezieht sich nicht unbedingt auf das weltweite Städtesystem.

### Millionenstadt
Die genannten Kriterien werden durch eine hohe Einwohnerzahl begünstigt. In älterer Literatur werden deshalb Städte mit mehr als einer Million Einwohner (Millionenstädte) gelegentlich pauschal als Weltstädte bezeichnet. Diese Gleichsetzung ist unter heutigen Umständen nicht mehr haltbar. Zum einen steigt die Zahl der Millionenstädte durch das weltweite Bevölkerungswachstum stetig an, ohne dass sich dadurch zusätzliche weltweite Zentren herausbilden würden – vor allem in den Entwicklungsländern entstanden teilweise riesige Städte ohne funktionierende Infrastruktur und ohne nennenswerte internationale Zentralfunktionen. Zum anderen ist durch die Suburbanisierung jeglicher Zusammenhang zwischen den politischen Grenzen einer Stadt und ihrer tatsächlichen Ausdehnung verloren gegangen, so dass eine seriöse Angabe genauer Einwohnerzahlen und damit die Zuordnung des Prädikats „Millionenstadt“ kaum noch möglich ist.

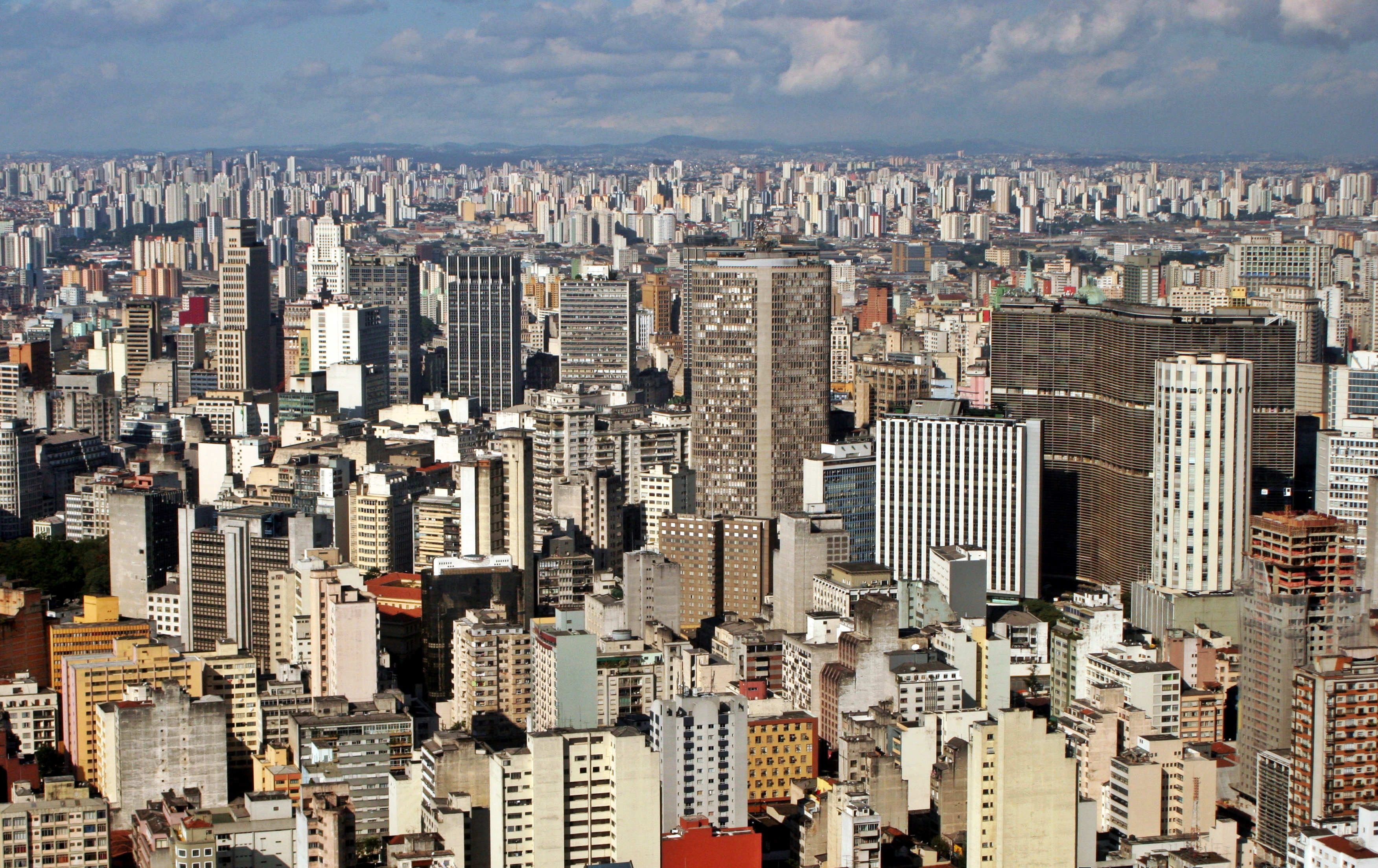
São Paulo, größte Megastadt Südamerikas und der südlichen Hemisphäre

Die früher übliche Angabe der Einwohner innerhalb der Stadtgrenzen führt heute zu absurden Ergebnissen: so leben im Stadtgebiet von Brüssel nur 140.000 Menschen, während das international wenig bekannte Chongqing mit 32 Mio. Einwohnern (auf einer Fläche so groß wie Österreich) die größte Stadt der Welt wäre. Es gibt sogar Stadtgemeinden, die mehr als eine Million Einwohner zählen, aber nicht einmal als eigenständiges Zentrum, sondern nur als sekundärer Teil einer Metropolregion um eine noch größere Stadt angesehen werden können, etwa Yokohama (3,5 Mio. Einwohner) bei Tokio oder Nezahualcóyotl (2 Mio. Einwohner) bei Mexiko-Stadt.

### Megastadt
Unter einer Megastadt versteht man eine Stadt oder Stadtregion mit einer sehr großen Einwohnerzahl (die Schwelle wird meist bei fünf oder zehn Millionen Einwohnern festgelegt). Der Begriff ist eine rein quantitative Beschreibung ohne Berücksichtigung der weltweiten Bedeutung einer Stadt. Der Begriff wird häufig sogar ausdrücklich auf die international wenig bedeutenden, schnell wachsenden Städte in der „Dritten Welt“ bezogen, oft im Zusammenhang mit den durch dieses enorme Wachstum ausgelösten Problemen.

## Indizes
Städte sind komplexe Gebilde mit ebenso komplexen Beziehungen untereinander. Deshalb ist die Definition objektiver, messbarer Weltstadt-Kriterien, für die es genügend der Forschung zugängliche und vergleichbare Daten gibt, schwierig. Nicht zuletzt darum konzentrierte sich die Forschung bislang hauptsächlich auf ökonomische Kriterien, denn hier sind objektiv messbare Daten am ehesten verfügbar und vergleichbar. Die Verfasser räumen denn auch ein, dass die Weltstadt-Forschung erst im Anfangsstadium steht und sowohl die Methoden als auch die verwendeten Daten erheblicher Verfeinerung bedürfen. Daher besitzen auch die daraus resultierenden Rangfolgen der Weltstädte keinen abschließenden Charakter und können bloß Hinweise auf die Stellung einzelner Städte im weltweiten Städtenetzwerk geben.

### Gemischte Indizes

#### Global Cities Index

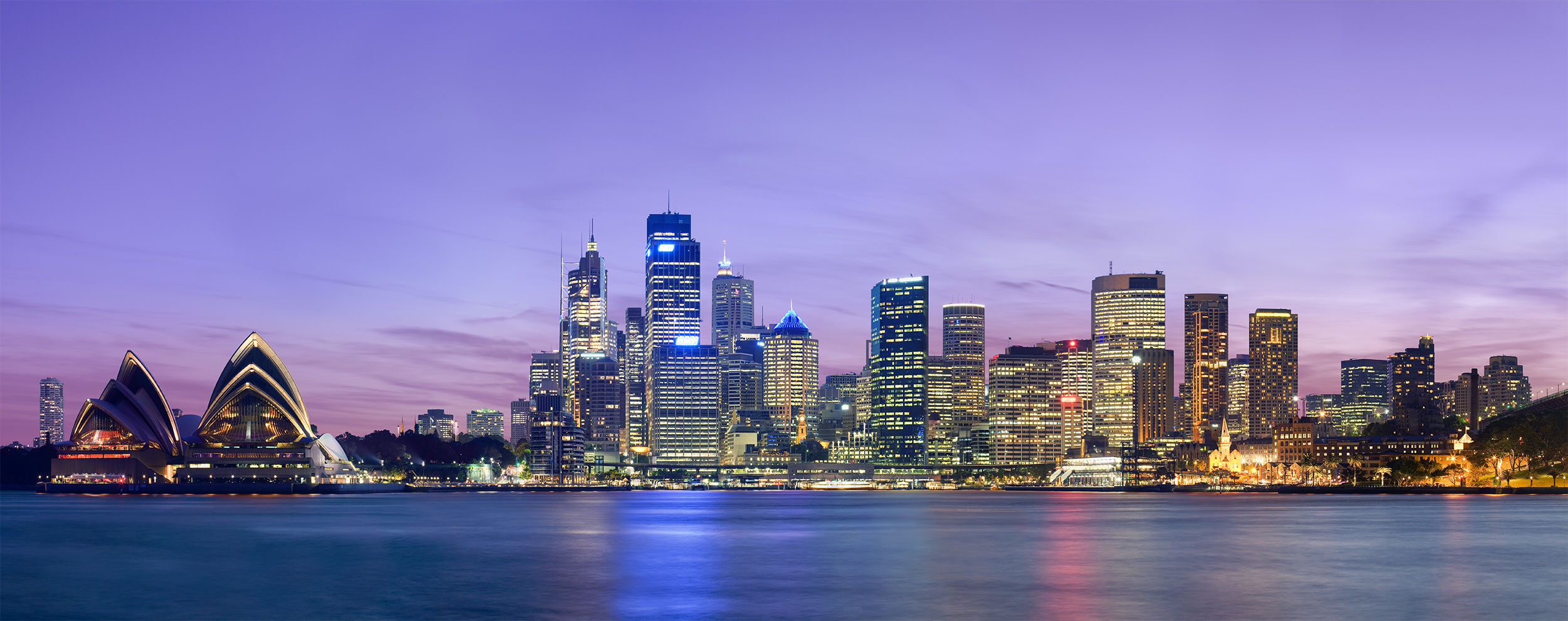
Sydney ist die größte Stadt Australiens und das Hauptfinanzzentrum des Südpazifiks

Im Oktober 2008 veröffentlichte das amerikanische Journal Foreign Policy mit Sitz in Washington, D.C. in Zusammenarbeit mit Saskia Sassen, Witold Rybczynski und anderen eine Rangliste von 60 weltweit führenden Städten. Diese beruht auf fünf verschiedenen Kategorien: Geschäftsaktivität, Humankapital, Informationsaustausch, kulturelle Erfahrung und politisches Engagement. 2010, 2012, 2014, 2015 und 2016 wurden aktualisierte Ranglisten veröffentlicht.

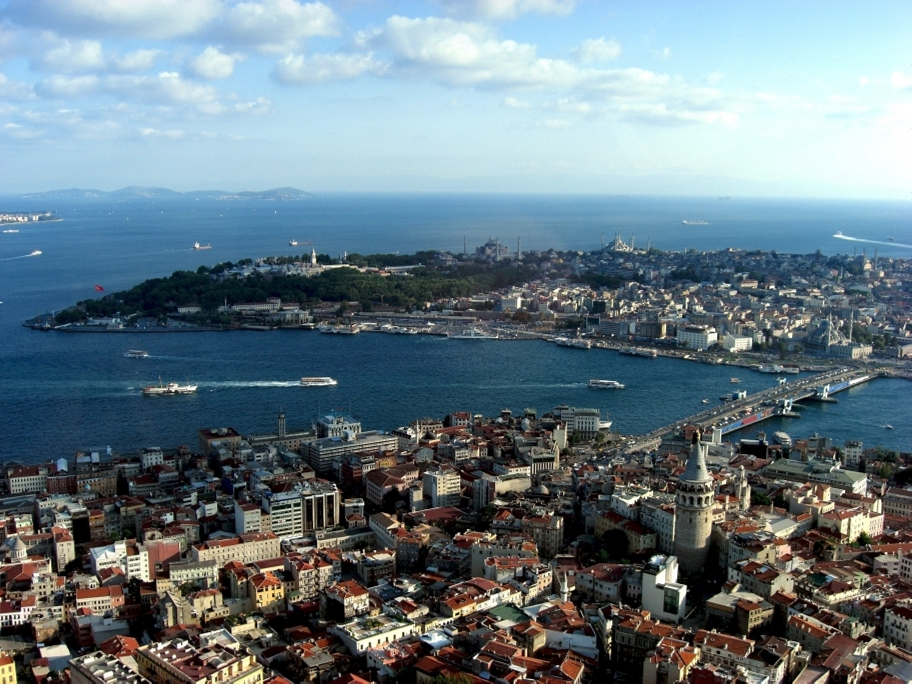
Istanbul

| London            | Großbritannien      | 01 | 02 | 02 | 02 |
| New York City     | Vereinigte Staaten  | 02 | 01 | 01 | 01 |
| Paris             | Frankreich          | 03 | 03 | 03 | 03 |
| Tokio             | Japan               | 04 | 04 | 04 | 04 |
| Hongkong          | Volksrepublik China | 05 | 05 | 05 | 05 |
| Los Angeles       | Vereinigte Staaten  | 06 | 06 | 07 | 06 |
| Chicago           | Vereinigte Staaten  | 07 | 07 | 06 | 07 |
| Singapur          | Singapur            | 08 | 08 | 08 | 11 |
| Peking            | Volksrepublik China | 09 | 09 | 15 | 14 |
| Washington, D.C.  | Vereinigte Staaten  | 10 | 10 | –  | –  |
| Seoul             | Südkorea            | 11 | 11 | 11 | 8  |
| Brüssel           | Belgien             | 12 | 12 | 14 | 9  |
| Madrid            | Spanien             | 13 | 16 | 13 | 18 |
| Sydney            | Australien          | 14 | 15 | 16 | 12 |
| Melbourne         | Australien          | 15 | 19 | 21 |    |
| Berlin            | Deutschland         | 16 | 17 | 18 | 20 |
| Toronto           | Kanada              | 17 | 13 | 10 | 16 |
| Moskau            | Russland            | 18 | 14 | –  | –  |
| Wien              | Österreich          | 19 | 18 | 17 | 13 |
| Shanghai          | Volksrepublik China | 20 | 21 | 26 | 21 |
| Buenos Aires      | Argentinien         | 21 | 20 | 19 | 22 |
| Amsterdam         | Niederlande         | 22 | 25 | 23 | 26 |
| San Francisco     | Vereinigte Staaten  | 23 | 22 | 20 | 17 |
| Boston            | Vereinigte Staaten  | 24 | 23 | 22 | 15 |
| Istanbul          | Türkei              | 25 | 29 | 29 | 37 |
| …                 |                     |    |    |    |    |
| Frankfurt am Main | Deutschland         | 29 | 28 | 28 | 23 |
| …                 |                     |    |    |    |    |
| München           | Deutschland         | 33 | 38 | 36 | 31 |
| …                 |                     |    |    |    |    |
| Genf              | Schweiz             | 36 | 40 | 43 |    |
| …                 |                     |    |    |    |    |
| Düsseldorf        | Deutschland         | 67 | 68 | –  | –  |

#### Global City Competitiveness Index
Im März 2012 veröffentlichte Economist Intelligence Unit, eine Geschäftseinheit von The Economist Group, einen Forschungsbericht über die Wettbewerbsfähigkeit von 120 der größten Städte weltweit. Die Wettbewerbsfähigkeit wurde für acht verschiedene Kategorien untersucht: Wirtschaftskraft, Humankapital, Institutionelle Effektivität, Finanzielle Durchführbarkeit, Globale Anziehung, Physisches Kapital, Sozialer und kultureller Charakter sowie Umwelt und Naturgefahren. In der Kategorie Finanzielle Durchführbarkeit erreichten neun Städte die höchstmögliche Punktzahl und belegen damit gemeinsam den ersten Platz, mehrere erste Plätze wurden auch in den Kategorien Physisches Kapital (acht Städte), Umwelt und Naturgefahren (vier Städte) sowie Institutionelle Effektivität (zwei Städte) vergeben.
| Stadt             | Land               | GCCI 2012 | Beste Kategorie                                             |
| ----------------- | ------------------ | --------- | ----------------------------------------------------------- |
| New York City     | Vereinigte Staaten | 01        | Finanzielle Durchführbarkeit                                |
| London            | Großbritannien     | 02        | Finanzielle Durchführbarkeit & Globale Anziehung            |
| Singapur          | Singapur           | 03        | Finanzielle Durchführbarkeit                                |
| Paris             | Frankreich         | 04=       | Globale Anziehung                                           |
| Hongkong          | Hongkong           | 04=       | Finanzielle Durchführbarkeit & Physisches Kapital           |
| Tokio             | Japan              | 06        | Finanzielle Durchführbarkeit & Physisches Kapital           |
| Zürich            | Schweiz            | 07        | Finanzielle Durchführbarkeit & Institutionelle Effektivität |
| Washington, D.C.  | Vereinigte Staaten | 08        | Humankapital                                                |
| Chicago           | Vereinigte Staaten | 09        | Finanzielle Durchführbarkeit                                |
| Boston            | Vereinigte Staaten | 10        | Humankapital                                                |
| Frankfurt am Main | Deutschland        | 11        | Finanzielle Durchführbarkeit & Umwelt und Naturgefahren     |
| Toronto           | Kanada             | 12        | Finanzielle Durchführbarkeit                                |
| San Francisco     | Vereinigte Staaten | 13=       | Humankapital                                                |
| Genf              | Schweiz            | 13=       | Institutionelle Effektivität                                |
| Sydney            | Australien         | 15        | Sozialer und kultureller Charakter                          |
| Melbourne         | Australien         | 16        | Physisches Kapital                                          |
| Amsterdam         | Niederlande        | 17        | Physisches Kapital                                          |
| Vancouver         | Kanada             | 18        | Physisches Kapital                                          |
| Los Angeles       | Vereinigte Staaten | 19        | Sozialer und kultureller Charakter                          |
| Stockholm         | Schweden           | 20=       | Physisches Kapital                                          |
| Seoul             | Südkorea           | 20=       | Finanzielle Durchführbarkeit                                |
| Montreal          | Kanada             | 22        | Umwelt und Naturgefahren                                    |
| Houston           | Vereinigte Staaten | 23=       | Humankapital                                                |
| Kopenhagen        | Dänemark           | 23=       | Humankapital                                                |
| Wien              | Österreich         | 25=       | Umwelt und Naturgefahren                                    |
| Dallas            | Vereinigte Staaten | 25=       | Institutionelle Effektivität                                |

#### Global Power City Index
Im Oktober 2009 veröffentlichte das in Tokio ansässige Institute for Urban Strategies at The Mori Memorial Foundation eine umfassende Studie zu 35 Städten. In sechs Hauptkategorien wurden 69 einzelne Indikatoren untersucht, um die Leistungsfähigkeit der jeweiligen Stadt einzustufen: Wirtschaft, Forschung & Entwicklung, Lebensqualität, Kulturelle Interaktion, Verkehrsinfrastruktur und Ökologie/Umgebung. 2010 und 2011 wurden aktualisierte Studien vorgestellt. 2017 wurden in der Studie bereits 44 Städte untersucht.
| Stadt             | Land                         | GPCI 2017 | GPCI 2011 | GPCI 2010 | Beste Kategorie 2016 (Platzierung)           |
| ----------------- | ---------------------------- | --------- | --------- | --------- | -------------------------------------------- |
| London            | Großbritannien               | 01        | 02        | 02        | Kulturelle Interaktion (1.)                  |
| New York City     | Vereinigte Staaten           | 02        | 01        | 01        | Wirtschaft (1.) & Forschung/Entwicklung (1.) |
| Tokio             | Japan                        | 03        | 04        | 04        | Forschung/Entwicklung (3.)                   |
| Paris             | Frankreich                   | 04        | 03        | 03        | Verkehrsinfrastruktur (1.)                   |
| Singapur          | Singapur                     | 05        | 05        | 05        | Ökologie/Umgebung (3.)                       |
| Seoul             | Südkorea                     | 06        | 07        | 08        | Forschung/Entwicklung (5.)                   |
| Amsterdam         | Niederlande                  | 07        | 09        | 07        | Lebensqualität (2.)                          |
| Berlin            | Deutschland                  | 08        | 06        | 06        | Lebensqualität (1.)                          |
| Hongkong          | Hongkong                     | 09        | 08        | 09        | Verkehrsinfrastruktur (5.)                   |
| Sydney            | Australien                   | 10        | 11        | 10        | Wirtschaft (9.)                              |
| Los Angeles       | Vereinigte Staaten           | 11        | 13        | 14        | Forschung/Entwicklung (4.)                   |
| Frankfurt am Main | Deutschland                  | 12        | 10        | 13        | Ökologie/Umgebung (1.)                       |
| Peking            | Volksrepublik China          | 13        | 18        | 24        | Wirtschaft (3.)                              |
| Wien              | Österreich                   | 14        | 12        | 11        | Lebensqualität (4.)                          |
| Shanghai          | Volksrepublik China          | 15        | 23        | 26        | Verkehrsinfrastruktur (3.)                   |
| Stockholm         | Schweden                     | 16        | -         | -         | Lebensqualität (3.)                          |
| San Francisco     | Vereinigte Staaten           | 17        | 21        | 22        | Forschung/Entwicklung (9.)                   |
| Zürich            | Schweiz                      | 18        | 14        | 12        | Ökologie/Umgebung (2.)                       |
| Toronto           | Kanada                       | 19        | 25        | 23        | Lebensqualität (11.)                         |
| Kopenhagen        | Dänemark                     | 20        | 19        | 17        | Ökologie/Umgebung (10.)                      |
| Brüssel           | Belgien                      | 21        | 24        | 21        | Verkehrsinfrastruktur (18.)                  |
| Chicago           | Vereinigte Staaten           | 22        | 26        | 25        | Forschung/Entwicklung (10.)                  |
| Dubai             | Vereinigte Arabische Emirate | 23        | -         | -         | Kulturelle Interaktion (9.)                  |
| Barcelona         | Spanien                      | 24        | -         | -         | Lebensqualität (6.)                          |
| Boston            | Vereinigte Staaten           | 25        | 16        | 20        | Forschung/Entwicklung (7.)                   |
| Osaka             | Japan                        | 26        | 15        | 18        | Lebensqualität (19.)                         |
| Madrid            | Spanien                      | 27        | 20        | 15        | Lebensqualität (8.)                          |
| Vancouver         | Kanada                       | 28        | 22        | 16        | Lebensqualität (9.)                          |
| Washington, D.C.  | Vereinigte Staaten           | 29        | -         | -         | Wirtschaft (16.)                             |
| Istanbul          | Türkei                       | 30        | -         | -         | Verkehrsinfrastruktur (11.)                  |
| Kuala Lumpur      | Malaysia                     | 31        | 31        | 30        | Lebensqualität (18.)                         |
| Mailand           | Italien                      | 32        | 27        | 27        | Lebensqualität (12.)                         |
| Bangkok           | Thailand                     | 33        | 30        | 31        | Kulturelle Interaktion (13.)                 |
| Genf              | Schweiz                      | 34        | 17        | 19        | Ökologie/Umgebung (4.)                       |
| Moskau            | Russland                     | 35        | 33        | 32        | Verkehrsinfrastruktur (12.)                  |
| Taipeh            | Taiwan                       | 36        | 29        | 29        | Verkehrsinfrastruktur (19.)                  |
| Fukuoka           | Japan                        | 37        | 28        | 28        | Lebensqualität (13.)                         |
| Mexiko-Stadt      | Mexiko                       | 38        | -         | -         | Kulturelle Interaktion (20.)                 |
| São Paulo         | Brasilien                    | 39        | 32        | 33        | Ökologie/Umgebung (14.)                      |
| Buenos Aires      | Argentinien                  | 40        | -         | -         | Lebensqualität (26.)                         |
| Jakarta           | Indonesien                   | 41        | -         | -         | Lebensqualität (30.)                         |
| Mumbai            | Indien                       | 42        | 34        | 34        | Kulturelle Interaktion (37.)                 |
| Kairo             | Ägypten                      | 43        | 35        | 35        | Kulturelle Interaktion (38.)                 |
| Johannesburg      | Südafrika                    | 44        | -         | -         | Lebensqualität (35.)                         |

#### World City Survey
Im März 2010 veröffentlichte die in London ansässige Firma Knight Frank in Zusammenarbeit mit der Citibank eine Untersuchung zu 40 ausgewählten Städten. Im Rahmen des Wealth Reports wurden vier Hauptkategorien evaluiert, um den globalen Status der jeweiligen Stadt einzustufen: Wirtschaftliche Aktivität, Politische Macht, Wissen und Einfluss sowie Lebensqualität. 2011 wurde die Untersuchung aktualisiert.
| Stadt             | Land                | WCS 2011 | WCS 2010 | Beste Kategorie 2011 (Platzierung)                   |
| ----------------- | ------------------- | -------- | -------- | ---------------------------------------------------- |
| New York City     | Vereinigte Staaten  | 01       | 01       | Wirtschaftliche Aktivität & Wissen und Einfluss (1.) |
| London            | Großbritannien      | 02       | 02       | Wirtschaftliche Aktivität & Wissen und Einfluss (2.) |
| Paris             | Frankreich          | 03       | 03       | Lebensqualität (1.)                                  |
| Tokio             | Japan               | 04       | 04       | Wirtschaftliche Aktivität & Wissen und Einfluss (3.) |
| Brüssel           | Belgien             | 05       | 06       | Politische Macht (3.)                                |
| Los Angeles       | Vereinigte Staaten  | 06       | 05       | Wissen und Einfluss (7.)                             |
| Singapur          | Singapur            | 07       | 07       | Wirtschaftliche Aktivität (6.)                       |
| Peking            | Volksrepublik China | 08       | 09       | Politische Macht (4.)                                |
| Toronto           | Kanada              | 09       | 10       | Lebensqualität (3.)                                  |
| Berlin            | Deutschland         | 10       | 08       | Lebensqualität (2.)                                  |
| Chicago           | Vereinigte Staaten  | 11       | 11       | Wissen und Einfluss (6.)                             |
| Washington, D.C.  | Vereinigte Staaten  | 12       | 12       | Politische Macht (1.)                                |
| Seoul             | Südkorea            | 13       | 13       | Wirtschaftliche Aktivität (8.)                       |
| Frankfurt am Main | Deutschland         | 14       | 15       | Lebensqualität (4.)                                  |
| Sydney            | Australien          | 15       | 16       | Wissen und Einfluss (9.)                             |
| San Francisco     | Vereinigte Staaten  | 16       | 17       | Wissen und Einfluss (13.)                            |
| Hongkong          | Hongkong            | 17       | 14       | Wissen und Einfluss (5.)                             |
| Shanghai          | Volksrepublik China | 18       | 19       | Wirtschaftliche Aktivität (5.)                       |
| Mexiko-Stadt      | Mexiko              | 19       | 21       | Politische Macht (10.)                               |
| Bangkok           | Thailand            | 20       | 18       | Politische Macht (14.)                               |
| Moskau            | Russland            | 21       | 22       | Wirtschaftliche Aktivität (16.)                      |
| Zürich            | Schweiz             | 22       | 20       | Lebensqualität (6.)                                  |
| München           | Deutschland         | 23       | 26       | Lebensqualität (8.)                                  |
| Taipeh            | Taiwan              | 24       | 23       | Wirtschaftliche Aktivität (13.)                      |
| São Paulo         | Brasilien           | 25       | 24       | Wirtschaftliche Aktivität (19.)                      |

### Indizes zur Lebensqualität

#### Mercer Quality of Living Index

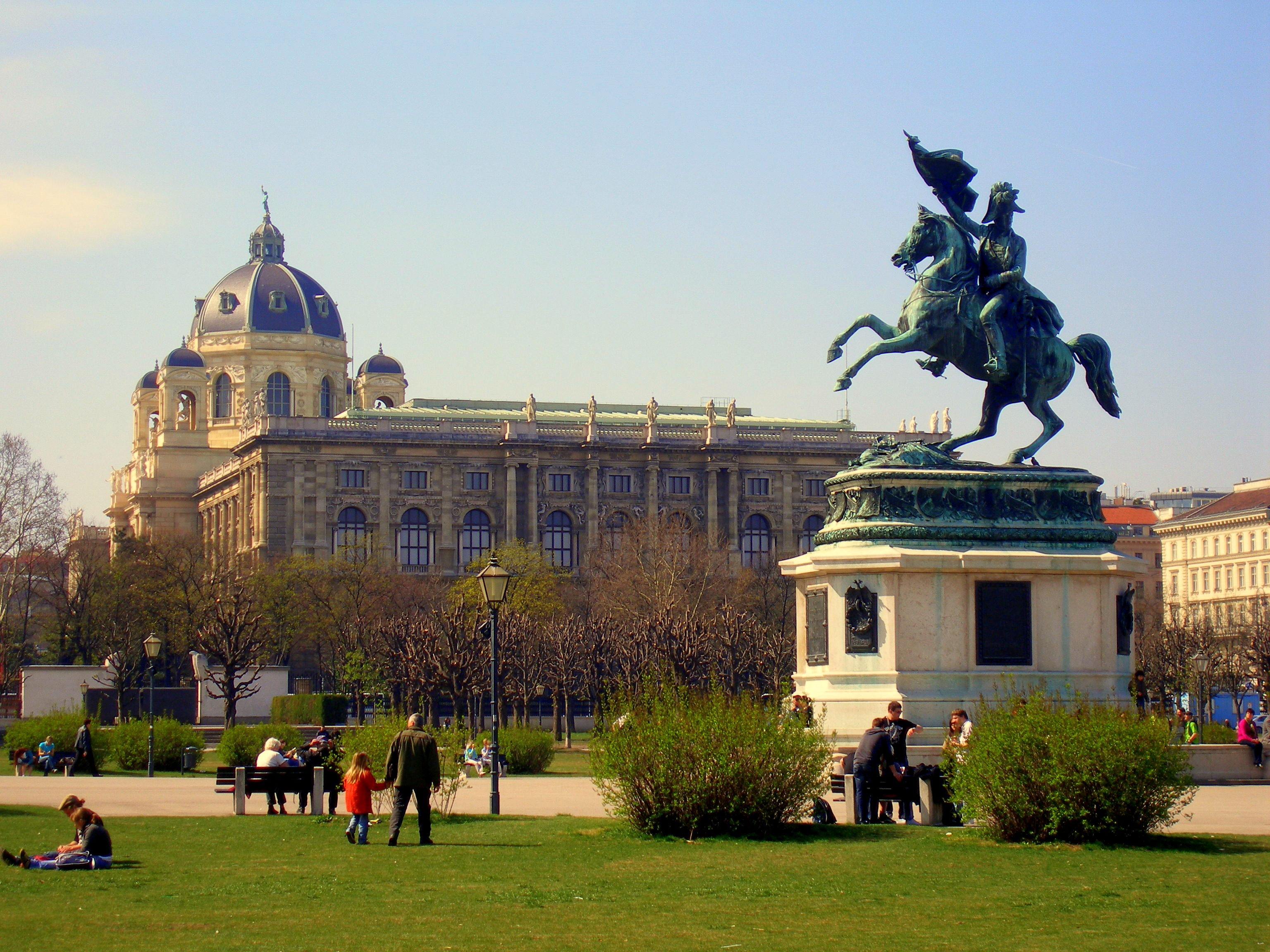
Wien ist die Hauptstadt Österreichs, Sitz vieler UN-Abteilungen und laut Mercer Studie seit 2009 durchgehend die lebenswerteste Stadt der Welt.

Zürich, die größte Stadt der Schweiz und eines der wichtigsten Finanzzentren in Europa, zählt laut Mercer Studie regelmäßig zu den lebenswertesten Städten der Welt.

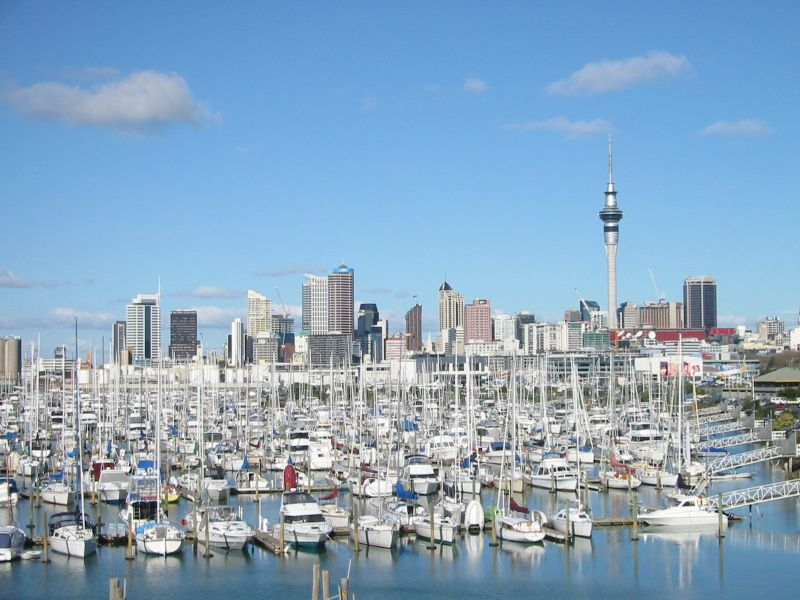
Auckland, die größte Stadt Neuseelands, gilt laut Mercer Studie als die lebenswerteste Stadt außerhalb Europas.

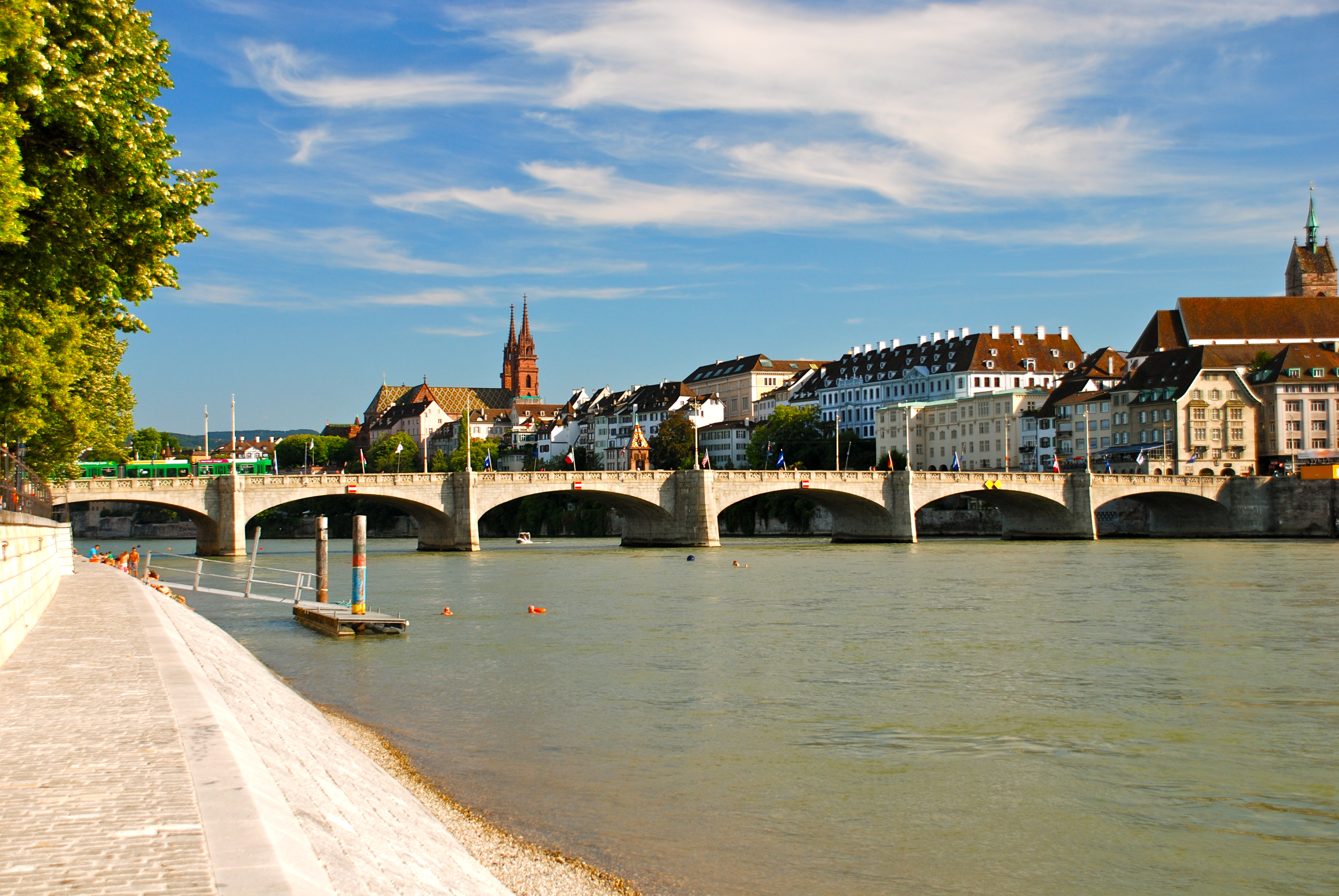
Basel, die drittgrößte Stadt der Schweiz, wird seit dem Jahr 2018 laut der Mercer Studie zu den zehn lebenswertesten Städten der Welt gerechnet.

Die Beratungsfirma Mercer vergleicht jährlich die Lebensqualität von 444 Städten der Welt und veröffentlicht daraus eine ca. 230 Städte umfassende Liste (Stand 2019). Der Indexbasiswert 100 wird der Stadt New York City zugeschrieben. Die Lebensbedingungen werden anhand von 39 Faktoren erhoben, die sich in die folgenden zehn Kategorien einteilen:
1. Politische und soziale Umgebung
2. Ökonomische Bedingungen
3. Soziokulturelle Bedingungen
4. Gesundheit und Gesundheitswesen
5. Schulen und Ausbildung
6. Öffentliche Services und Verkehr
7. Erholung
8. Konsumgüter
9. Wohnungen
10. Umwelt

| Stadt             | Land        | MQoL 2019 | MQoL 2018 | MQoL 2016 | MQoL 2015 | MQoL 2014 | MQoL 2013 | MQoL 2012 | MQoL 2011 |
| ----------------- | ----------- | --------- | --------- | --------- | --------- | --------- | --------- | --------- | --------- |
| Wien              | Österreich  | 01        | 01        | 01        | 01        | 01        | 01        | 01        | 01        |
| Zürich            | Schweiz     | 02        | 02        | 02        | 02        | 02        | 02        | 02        | 02        |
| Auckland          | Neuseeland  | 03        | 03        | 03        | 03        | 03        | 03        | 03        | 03        |
| München           | Deutschland | 03        | 03        | 04        | 04        | 04        | 04        | 04        | 04        |
| Vancouver         | Kanada      | 03        | 05        | 05        | 05        | 05        | 05        | 05        | 05        |
| Düsseldorf        | Deutschland | 06        | 06        | 06        | 06        | 06        | 06        | 06        | 05        |
| Frankfurt am Main | Deutschland | 07        | 07        | 07        | 07        | 07        | 07        | 07        | 07        |
| Kopenhagen        | Dänemark    | 08        | 09        | 09        | 09        | 09        | 09        | 09        | 09        |
| Genf              | Schweiz     | 09        | 08        | 08        | 08        | 08        | 08        | 08        | 08        |
| Basel             | Schweiz     | 10        | 10        |           |           |           |           |           |           |
| Sydney            | Australien  |           | 10        | 10        | 10        | 10        | 10        |           | 10        |

#### Monocle Quality of Life Index

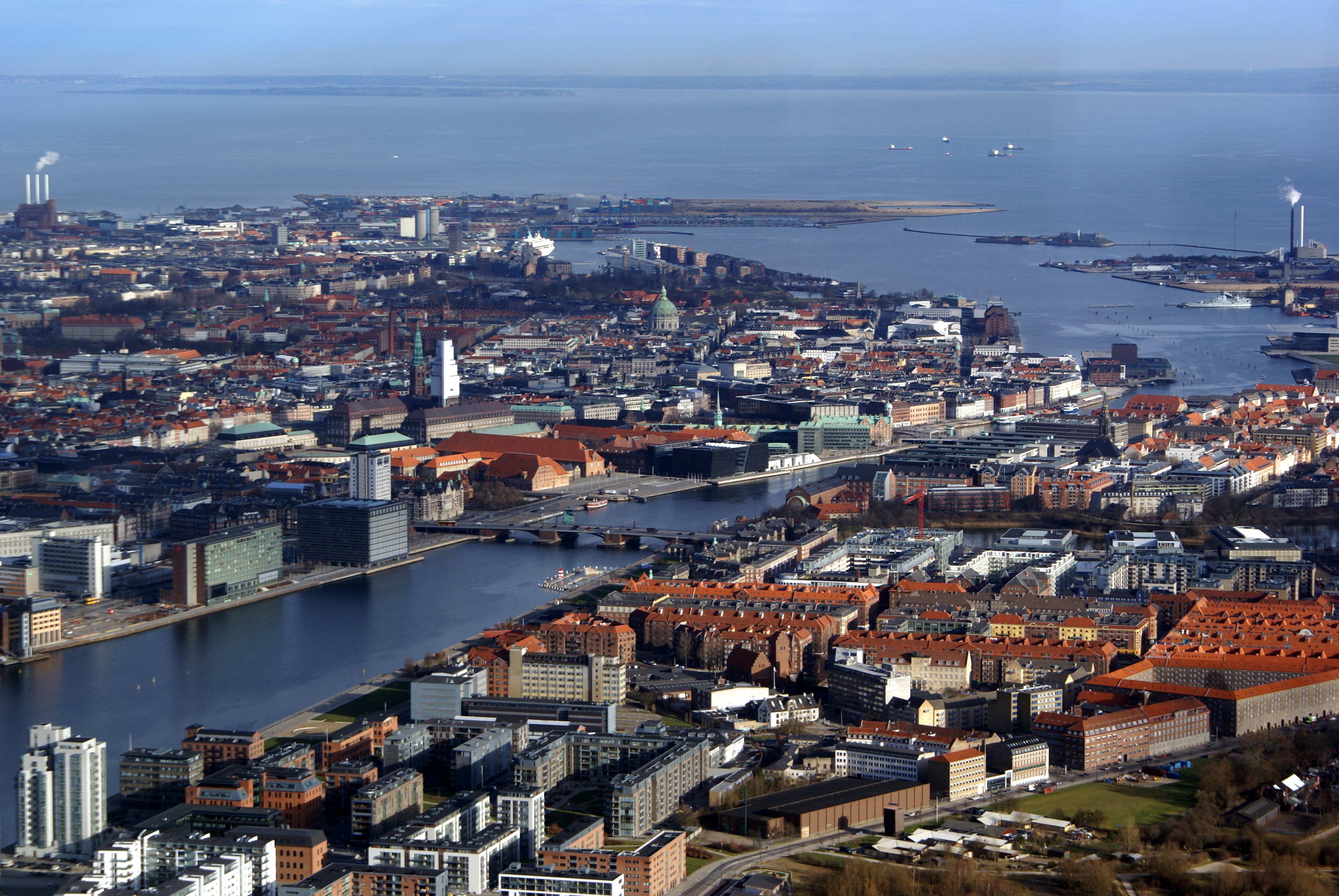
Kopenhagen, die Hauptstadt von Dänemark, war 2013 und 2014 laut der Monocle-Studie die lebenswerteste Stadt der Welt.

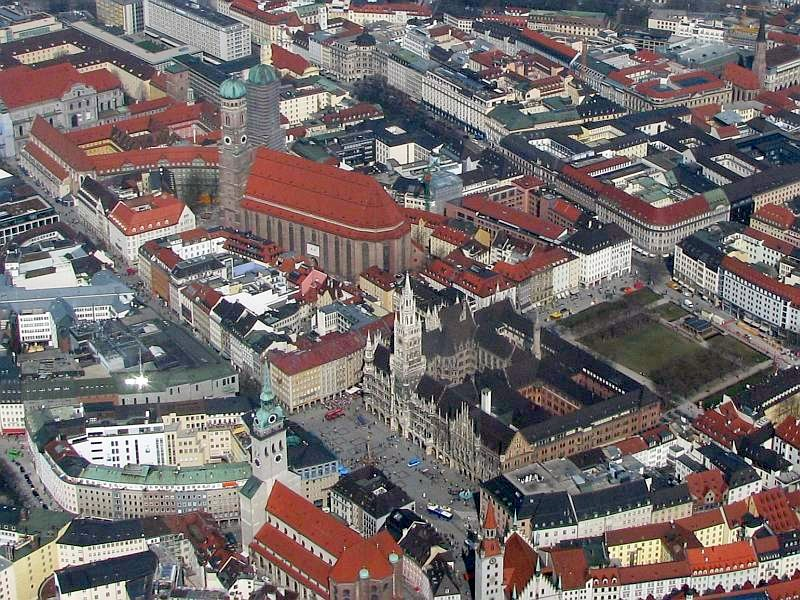
München, einer der größten Versicherungsstandorte weltweit, war 2010 die Nummer 1 in der Monocle-Studie.

Das internationale Nachrichten- und Lifestyle-Magazin Monocle veröffentlicht jährlich eine Liste mit den 25 lebenswertesten Städten weltweit.
| Stadt      | Land        | MQoL 2018 | MQoL 2015 | MQoL 2014 | MQoL 2013 | MQoL 2012 | MQoL 2011 |
| ---------- | ----------- | --------- | --------- | --------- | --------- | --------- | --------- |
| München    | Deutschland | 01        | 09        | 09        | 08        | 05        | 04        |
| Tokio      | Japan       | 02        | 01        | 02        | 04        | 07        | 09        |
| Wien       | Österreich  | 03        | 02        | 06        | 05        | 04        | 06        |
| Zürich     | Schweiz     | 04        | 10        | 07        | 06        | 01        | 02        |
| Kopenhagen | Dänemark    | 05        | 11        | 01        | 01        | 03        | 03        |
| Berlin     | Deutschland | 06        | 03        | 14        | 20        | 18        | 08        |
| Madrid     | Spanien     | 07        | 16        | 17        | 18        | 20        | 10        |
| Hamburg    | Deutschland | 08        | 21        | -         | -         | -         |           |
| Melbourne  | Australien  | 09        | 04        | 03        | 02        | 06        | 05        |
| Helsinki   | Finnland    | 10        | 08        | 05        | 03        | 02        | 01        |
| Stockholm  | Schweden    | 11        | 06        | 04        | 07        | 10        | 11        |
| Lissabon   | Portugal    | 12        | 18        | -         | -         | -         |           |
| Sydney     | Australien  | 13        | 05        | 11        | 09        | 08        | 07        |
| Hongkong   | Hongkong    | 14        | 19        | -         | -         | -         |           |
| Vancouver  | Kanada      | 15        | 07        | -         | -         | -         |           |
| Amsterdam  | Niederlande | 16        | 20        | -         | -         | -         |           |
| Kyoto      | Japan       | 17        | 14        | 09        | 13        | 11        |           |
| Düsseldorf | Deutschland | 18        | -         | -         | -         | -         |           |
| Barcelona  | Spanien     | 19        | 24        | 21        | 21        | -         |           |
| Paris      | Frankreich  | 20        | 15        | 18        | 14        | 14        |           |

#### Global Power City Index

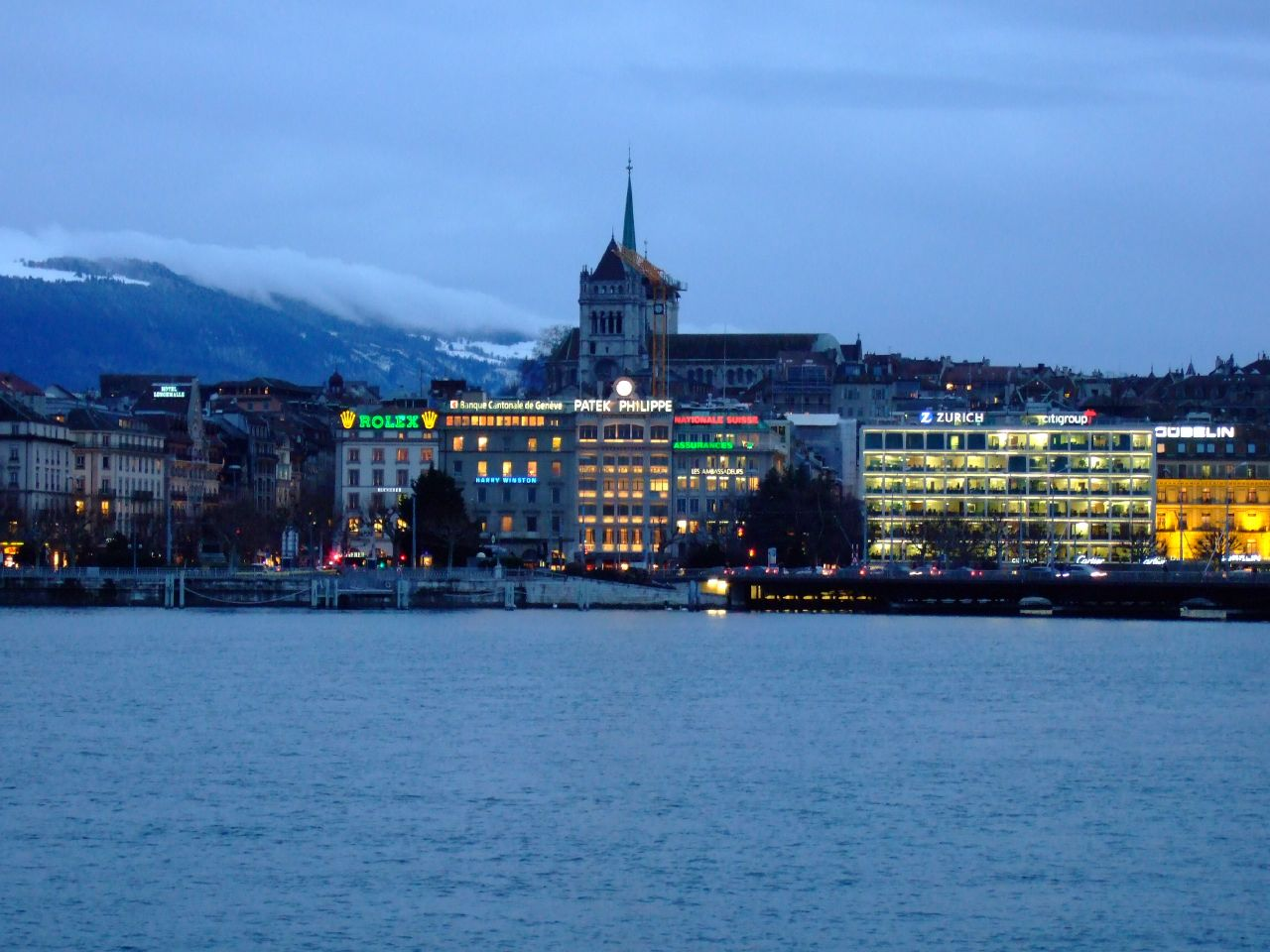
Genf ist Sitz vieler internationaler Organisationen wie UNO, WHO oder UNHCR.

Das in Tokio ansässige Institute for Urban Strategies at The Mori Memorial Foundation hat in seinen Studien von 44 Weltstädten auch die Lebensqualität dieser Städte verglichen und Ranglisten aufgestellt.
| Stadt         | Land                   | GPCI 2017 | GPCI 2011 | GPCI 2010 | GPCI 2009 |
| ------------- | ---------------------- | --------- | --------- | --------- | --------- |
| Berlin        | Deutschland            | 1         | 4         | 6         | 2         |
| Amsterdam     | Niederlande            | 2         | 7         | 8         | 10        |
| Stockholm     | Schweden               | 3         | -         | -         | -         |
| Wien          | Österreich             | 4         | 9         | 10        | 6         |
| Frankfurt     | Deutschland            | 5         | 11        | 18        | 16        |
| Barcelona     | Spanien                | 6         | -         | -         | -         |
| Paris         | Frankreich             | 7         | 1         | 2         | 1         |
| Madrid        | Spanien                | 8         | 8         | 7         | 14        |
| Vancouver     | Kanada                 | 9         | 2         | 1         | 3         |
| Kopenhagen    | Dänemark               | 10        | 13        | 13        | 9         |
| Toronto       | Kanada                 | 11        | 19        | 14        | 5         |
| Mailand       | Italien                | 12        | 10        | 5         | 18        |
| Tokio         | Japan                  | 13        | 5         | 9         | 19        |
| Fukuoka       | Japan                  | 14        | 6         | 4         | 11        |
| Zürich        | Schweiz                | 15        | 17        | 16        | 4         |
| Sydney        | Australien             | 16        | 21        | 19        | 23        |
| London        | Vereinigtes Königreich | 17        | 15        | 20        | 33        |
| Kuala Lumpur  | Malaysia               | 18        | 27        | 27        | 12        |
| Osaka         | Japan                  | 19        | 3         | 3         | 15        |
| Brüssel       | Belgien                | 20        | 18        | 12        | 8         |
| Genf          | Schweiz                | 21        | 14        | 11        | 7         |
| Los Angeles   | Vereinigte Staaten     | 22        | -         | -         | -         |
| Seoul         | Südkorea               | 23        | 24        | 26        | 34        |
| Moskau        | Russland               | 24        | -         | -         | -         |
| San Francisco | Vereinigte Staaten     | 25        | 20        | 22        | 29        |
| Buenos Aires  | Argentinien            | 26        | -         | -         | -         |
| Bangkok       | Thailand               | 27        | -         | -         | -         |
| Singapur      | Singapur               | 28        | 25        | 28        | 17        |
| São Paulo     | Brasilien              | 29        | 26        | 23        | 25        |
| Jakarta       | Indonesien             | 30        | -         | -         | -         |

### Wirtschaftliche Indizes

#### Globalization and World Cities Research Network
Das Globalization and World Cities Research Network (GaWC) listete erstmals im Jahr 1999 Städte im wirtschaftlichen Sinne anhand ihrer Bedeutung für advanced producer services, nämlich Buchhaltung, Werbung, Bankwesen und Anwaltskanzleien, auf. In einer zweiten Studie im Jahr 2004 präsentierte das Institut eine neue Studie, um Weltstädte neu zu definieren und zu kategorisieren. Neben ökonomischen wurden nun auch in begrenztem Maße kulturelle (weltweite Medienkonglomerate, weltweit tätige Architektur- und Ingenieurbüros), politische (UNO-Organe, Botschaften, Städte-Organisationen) und soziale Kriterien (NGOs, wissenschaftliche Veröffentlichungen) berücksichtigt. 2008 erschien eine dritte Liste.
London und New York setzen sich ab, da sie als einzige der wenigen Städte eine diversifizierte, viele Lebensbereiche berührende Globalität aufweisen. Auch sind viele weniger bekannte „Global Cities“ aufgeführt, diese können jedoch für ein einziges Land von zentraler Bedeutung sein, so z. B. Caracas als Hauptstadt von Venezuela.
Weitere Listen wurden 2010, 2012, 2016 sowie 2020 herausgegeben.
Der Liste von 2020 zufolge ist die bedeutendste Stadt im deutschsprachigen Raum Frankfurt am Main in der Kategorie Alpha. Weitere in diesem Sinne bedeutende deutschsprachige Städte sind München, Wien und Zürich in der Kategorie Alpha−. Als deutschsprachige Weltstädte in den nachfolgenden Beta-Kategorien sind Berlin, Düsseldorf und Hamburg (Beta+) sowie Stuttgart (Beta−) verzeichnet. Köln findet sich in Gamma+, Dresden, Leipzig und Nürnberg gehören der Kategorie Gamma− an.

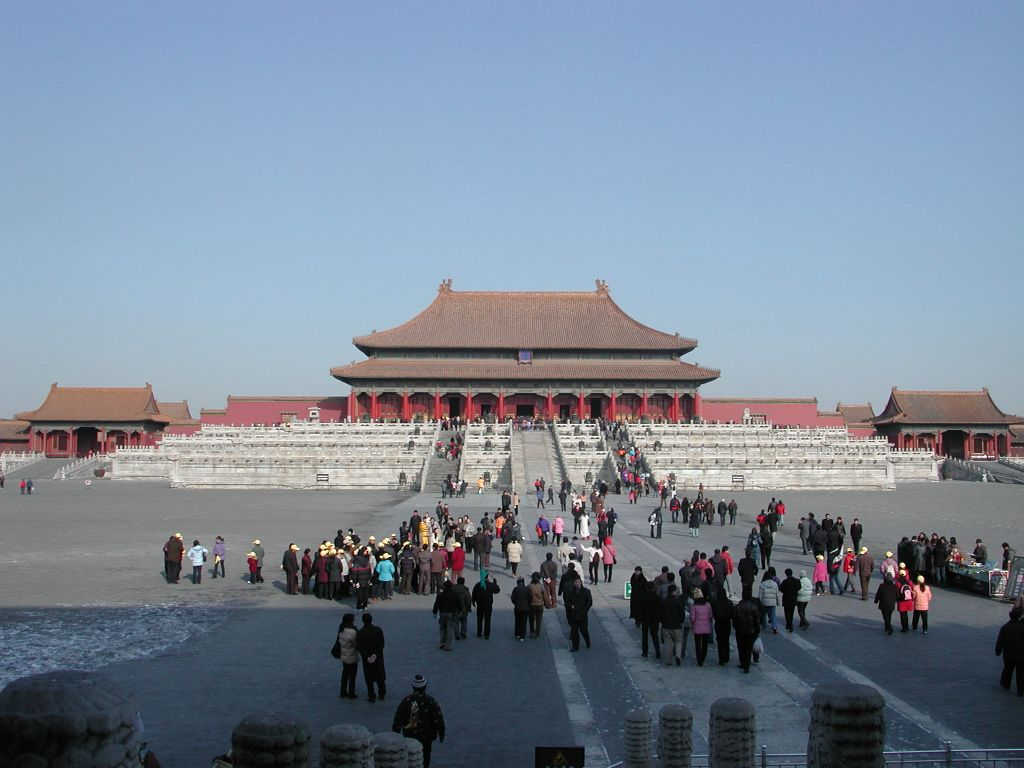
Peking ist die Hauptstadt von China und Hauptsitz vieler chinesischer Unternehmen.

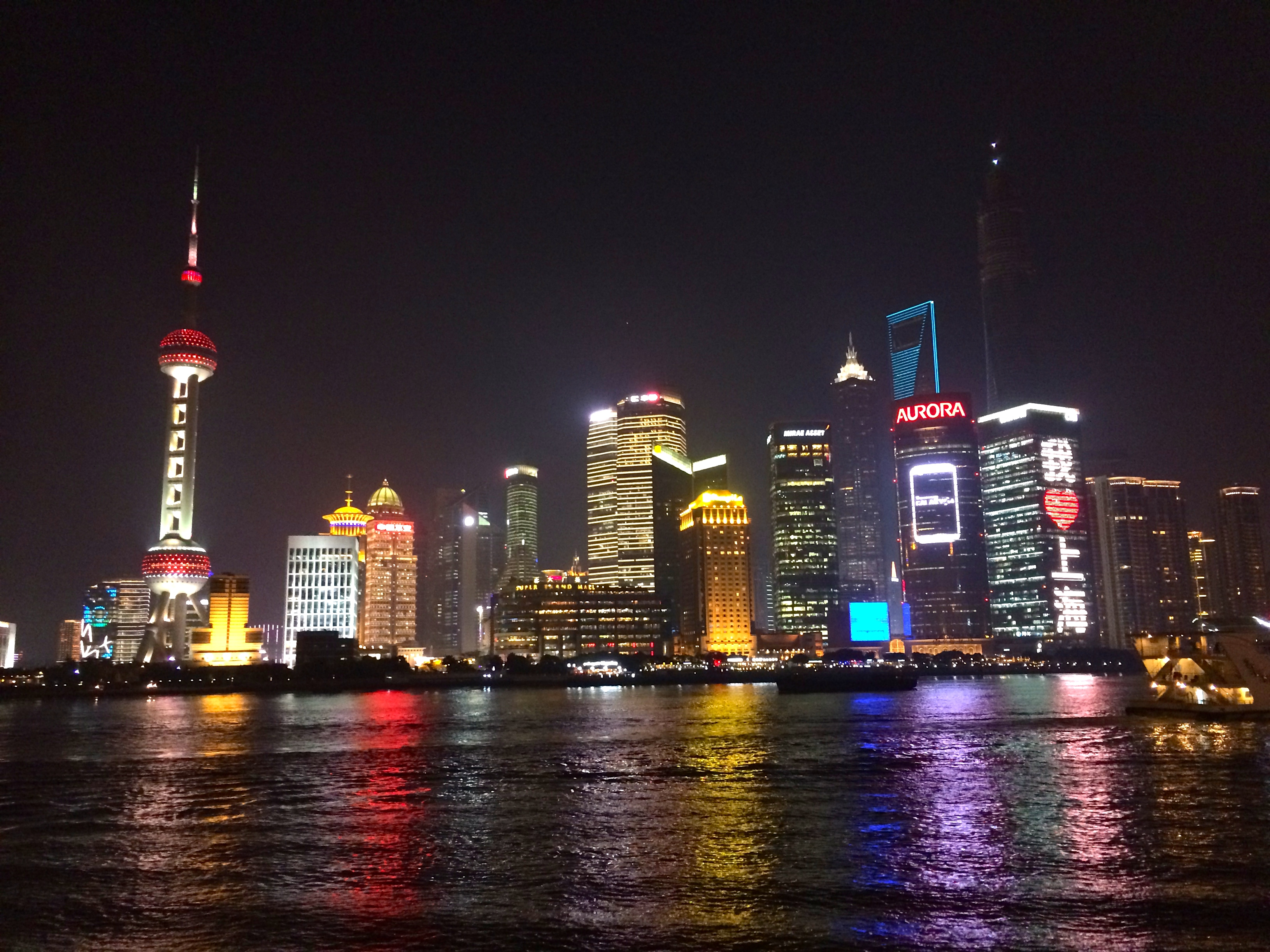
Shanghai, das chinesische Wirtschaftszentrum

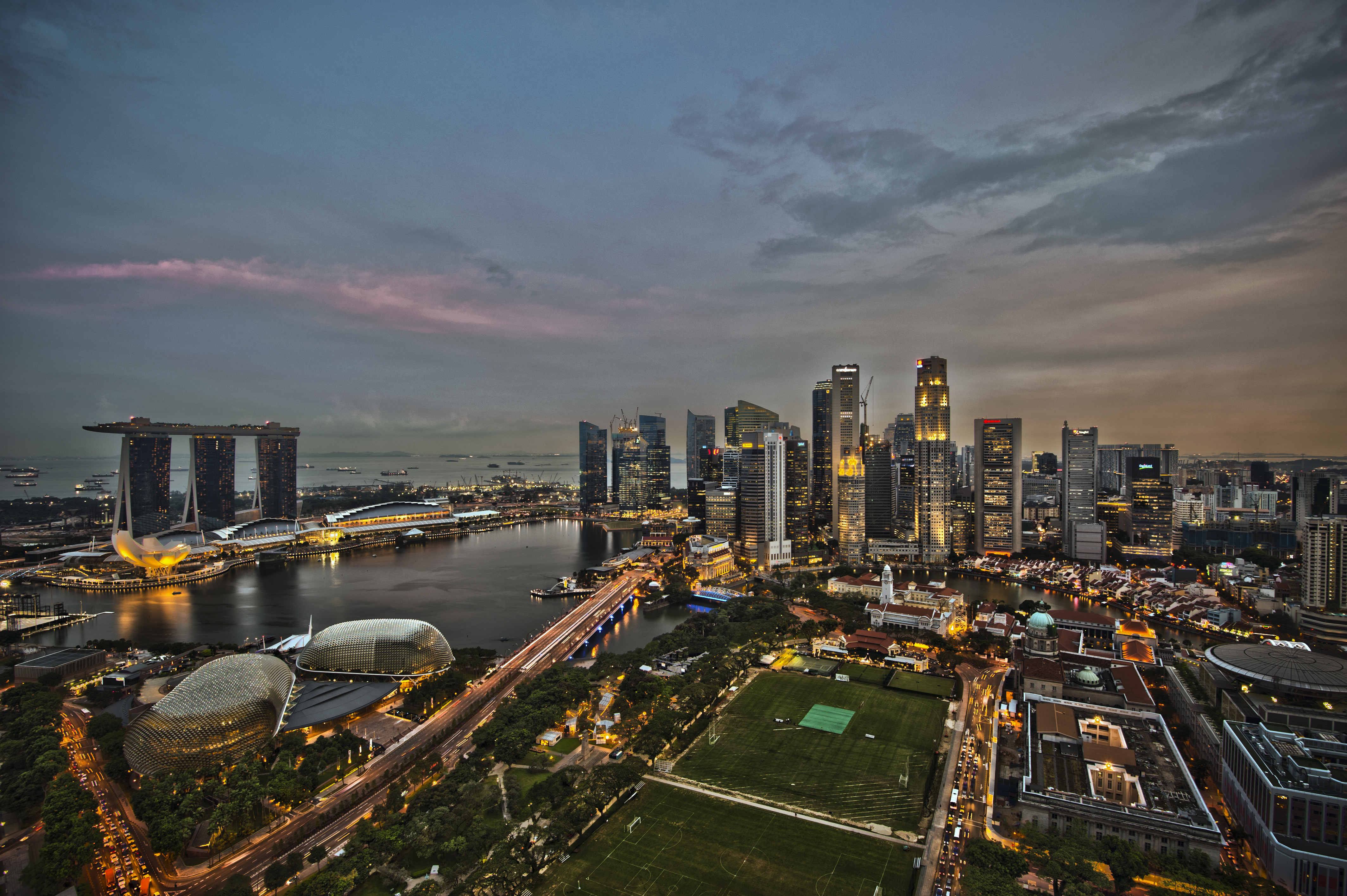
Der Stadtstaat Singapur zählt zu den wichtigsten asiatischen Finanzplätzen.

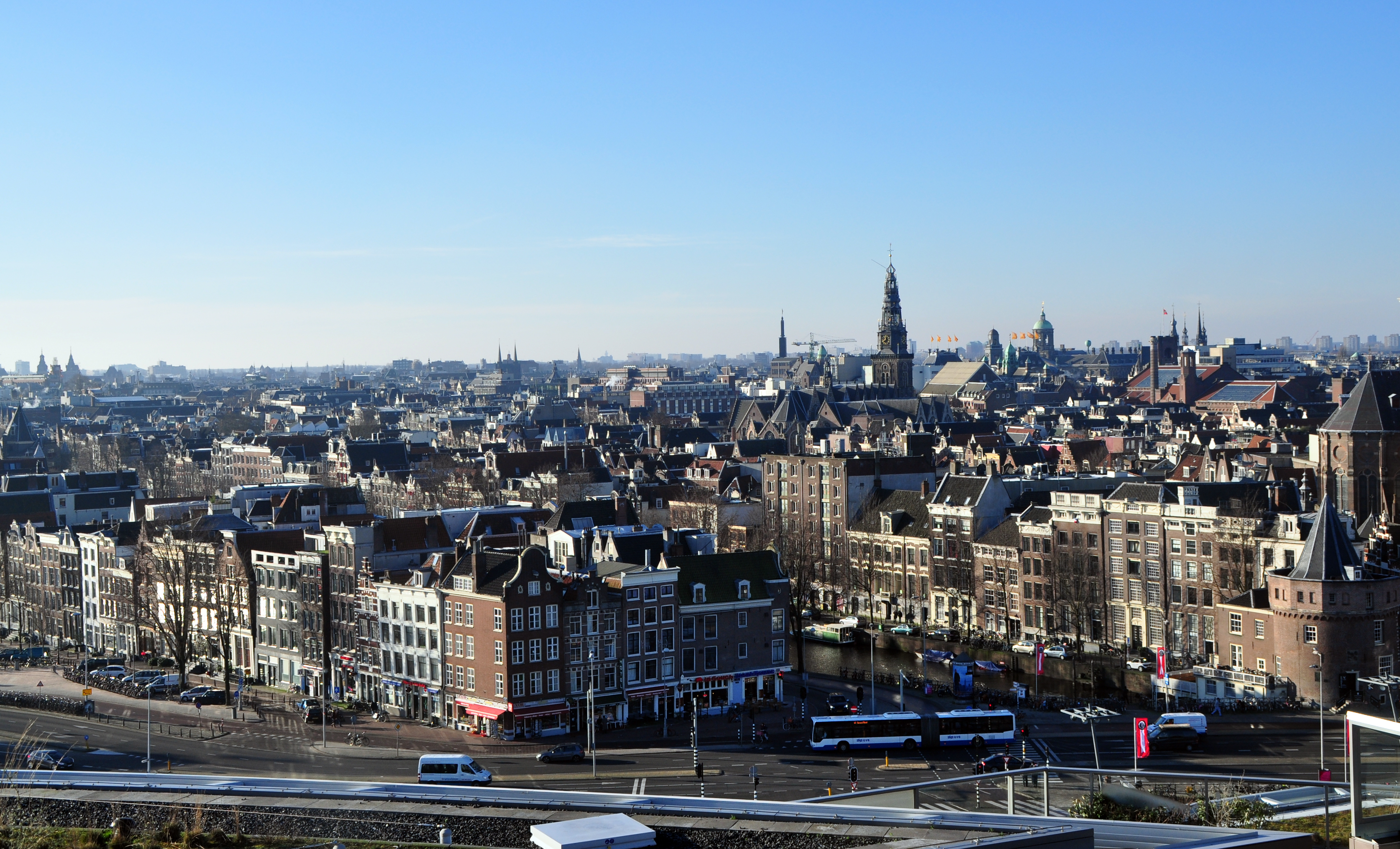
Amsterdam gehört zu den bedeutendsten Städten Europas.

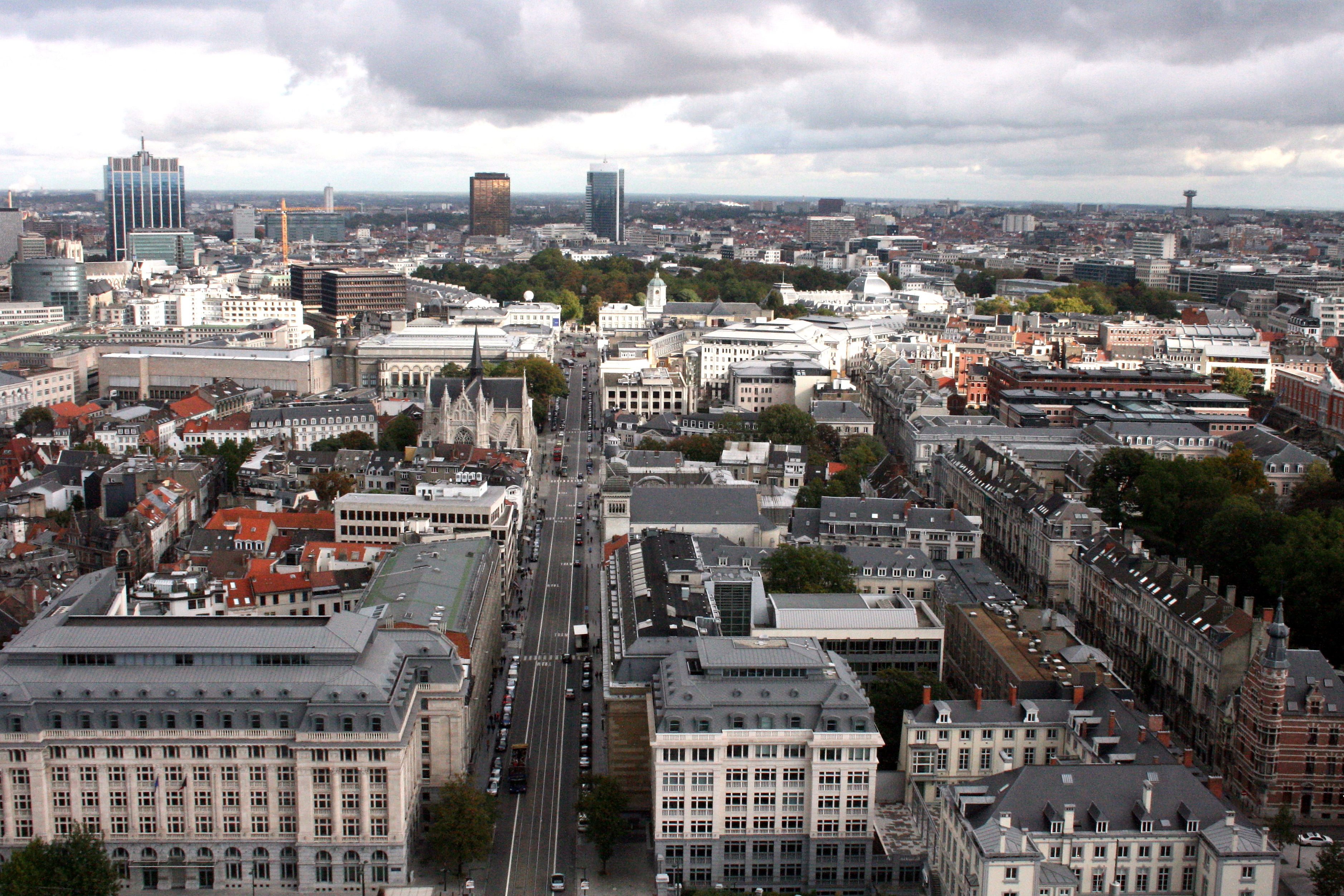
Brüssel, Hauptstadt Belgiens sowie politisches Zentrum der Europäischen Union

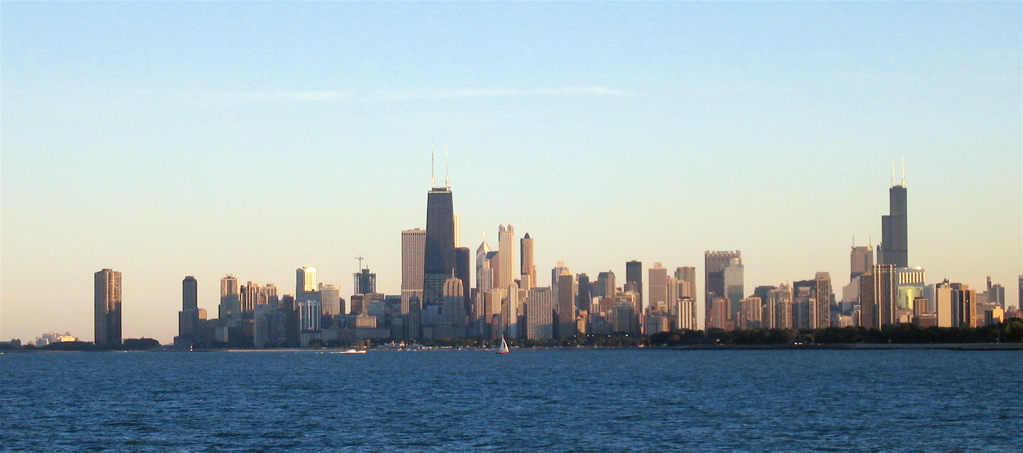
Chicago, zweitgrößter US-Finanzplatz

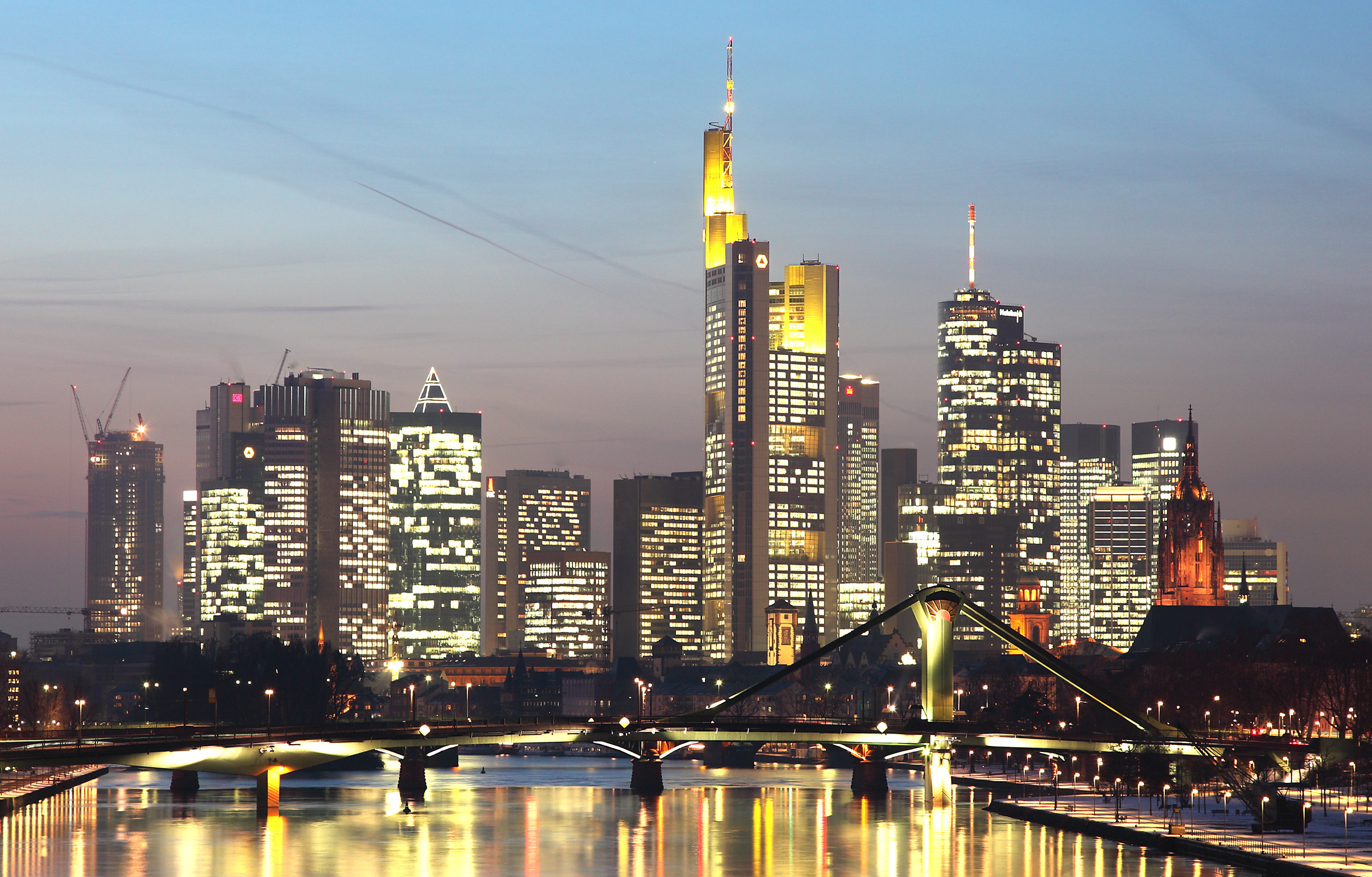
Frankfurt am Main, einer der weltweit bedeutendsten Finanzplätze

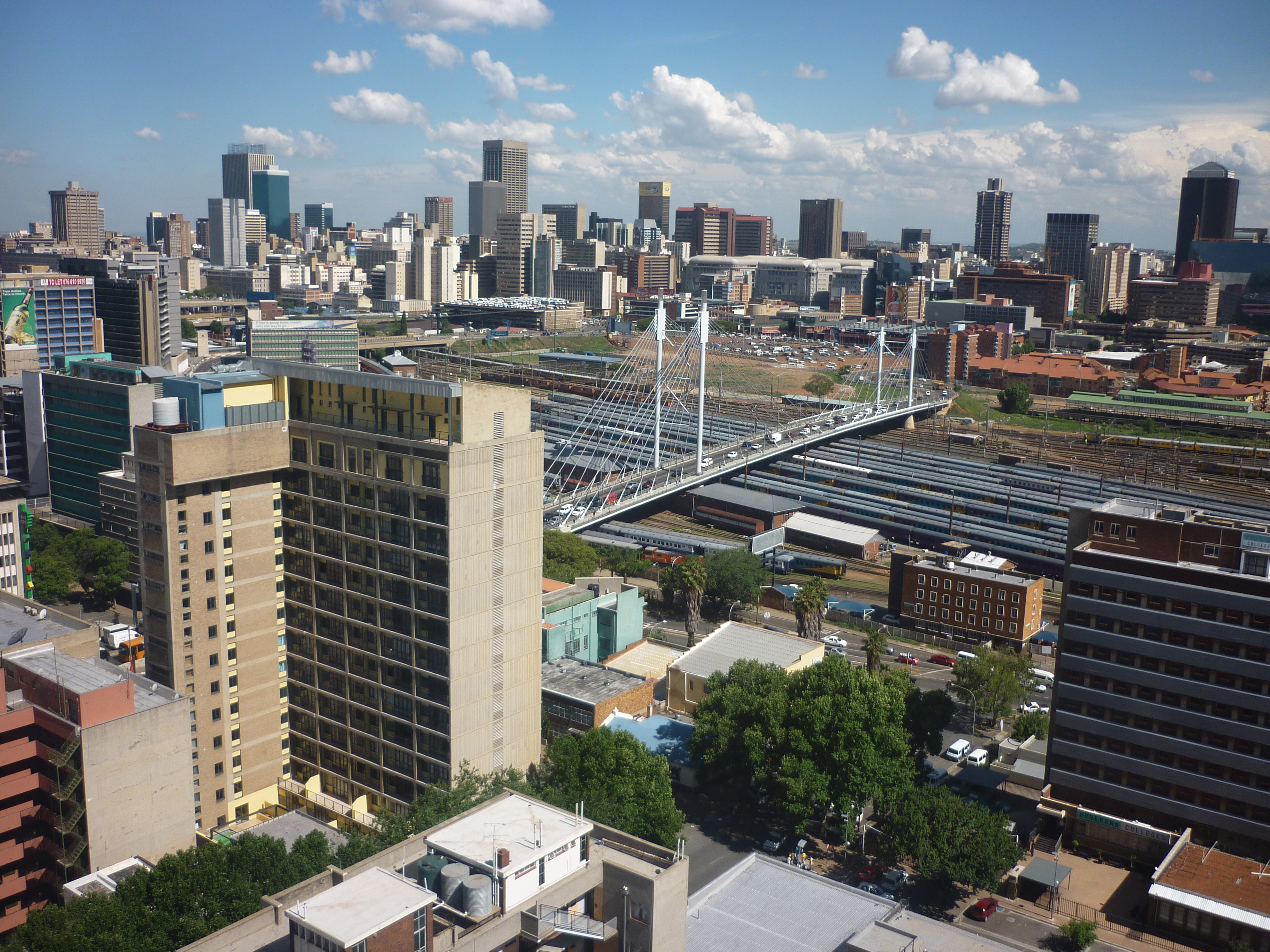
Johannesburg ist in der Liste die mit Abstand am höchsten eingeordnete Stadt Afrikas.

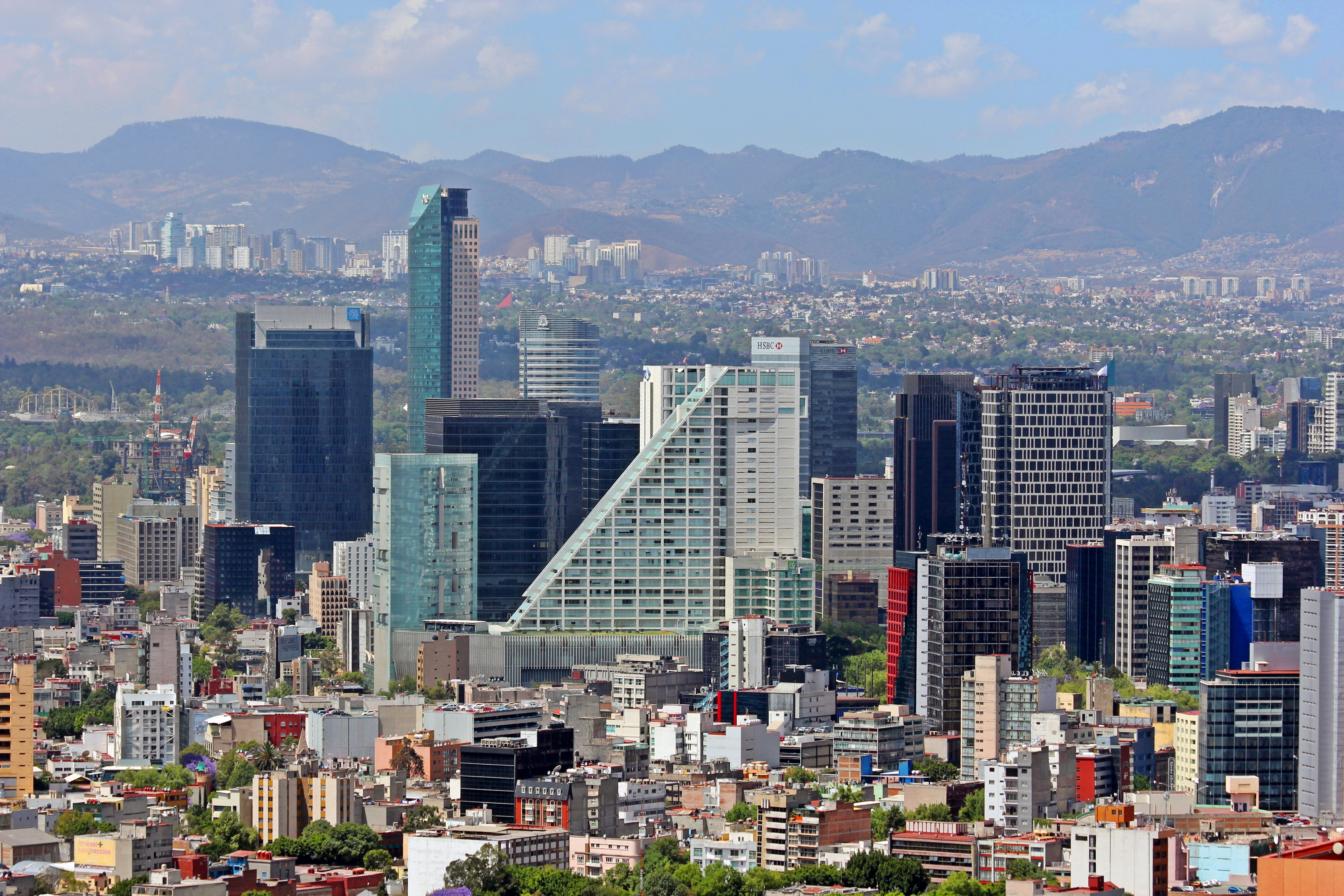
Mexiko-Stadt, Hauptstadt Mexikos

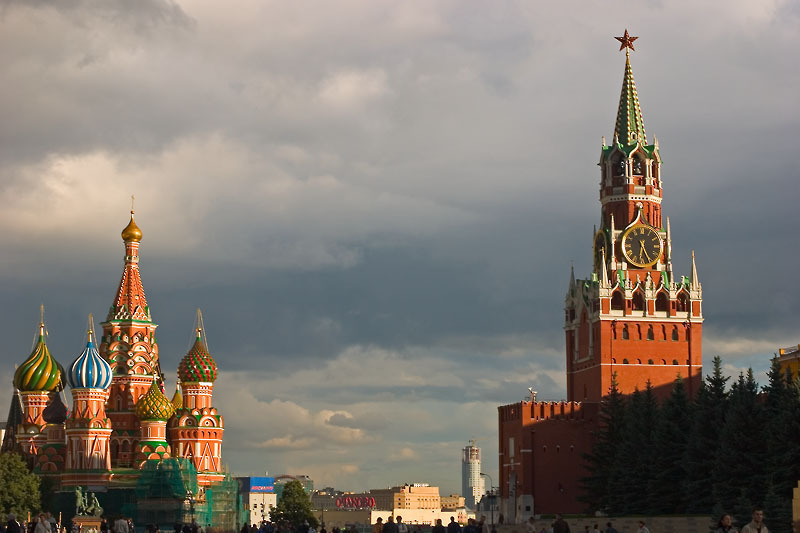
Moskau, einst Machtzentrum der sozialistischen Welt und heute Russlands politisches und wirtschaftliches Zentrum

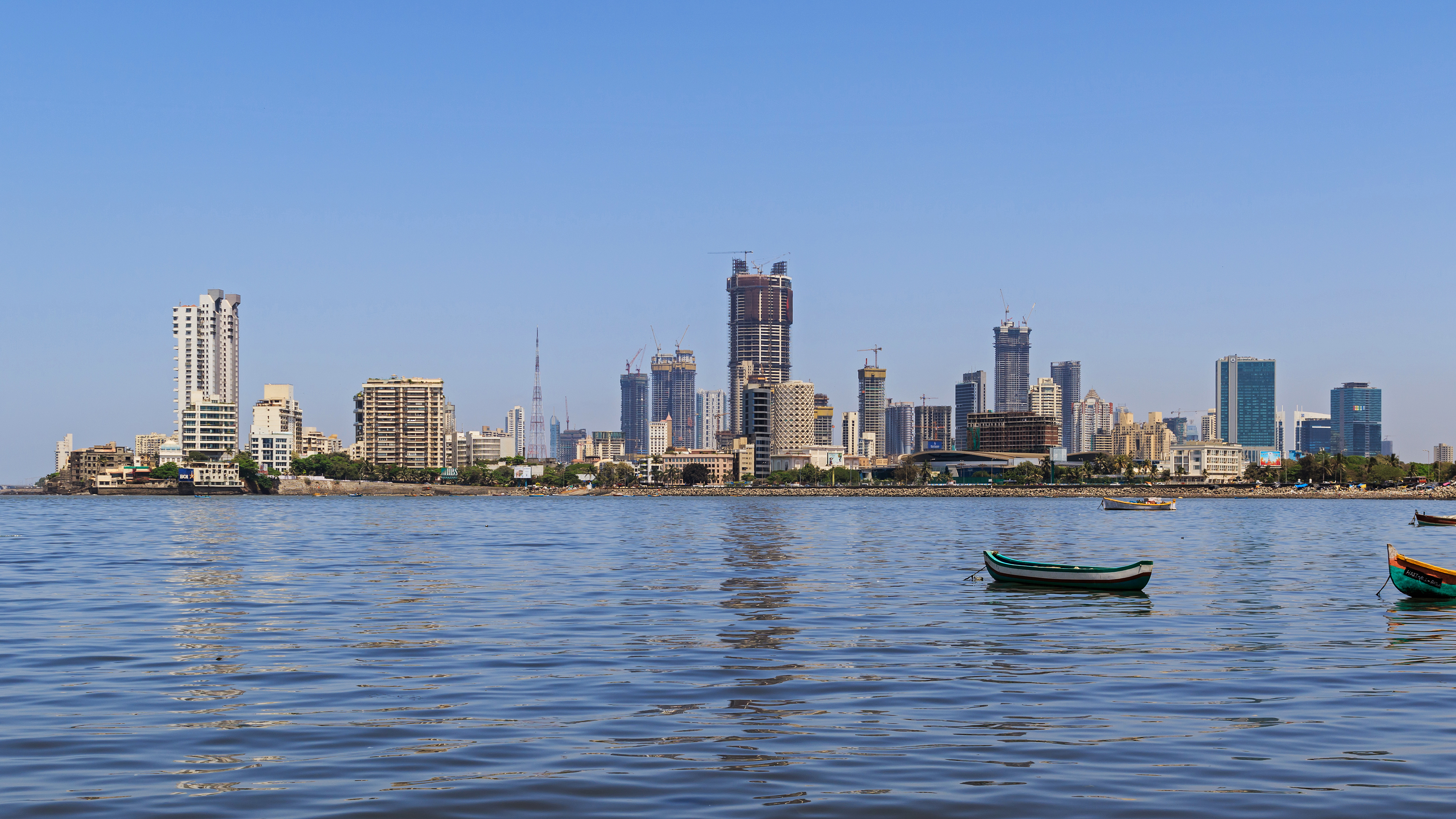
Mumbai, mit 12,5 Millionen Einwohnern eine der größten Städte weltweit und wichtigste Stadt Indiens

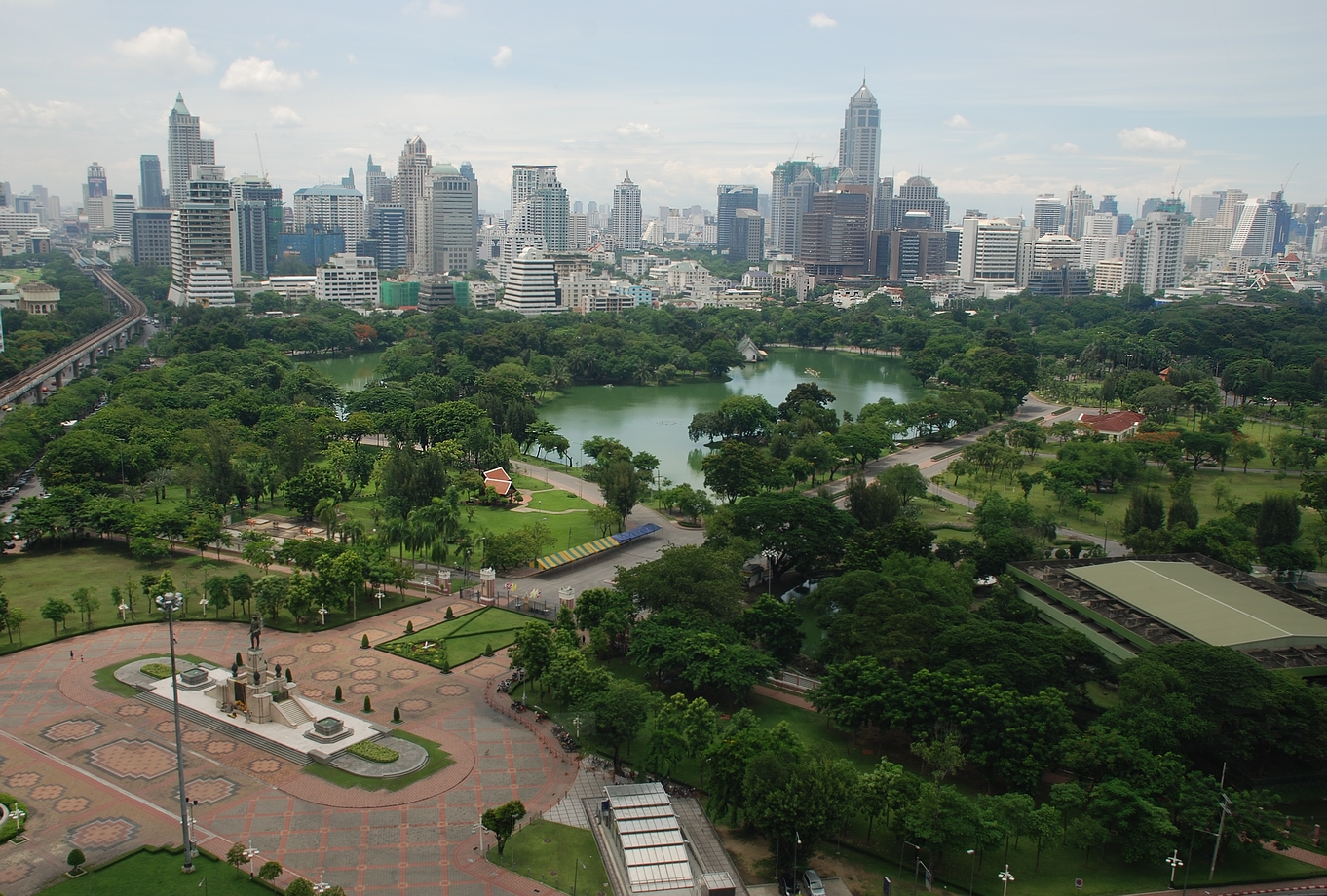
Bangkok, Thailands Hauptstadt und wichtige Metropole Südostasiens

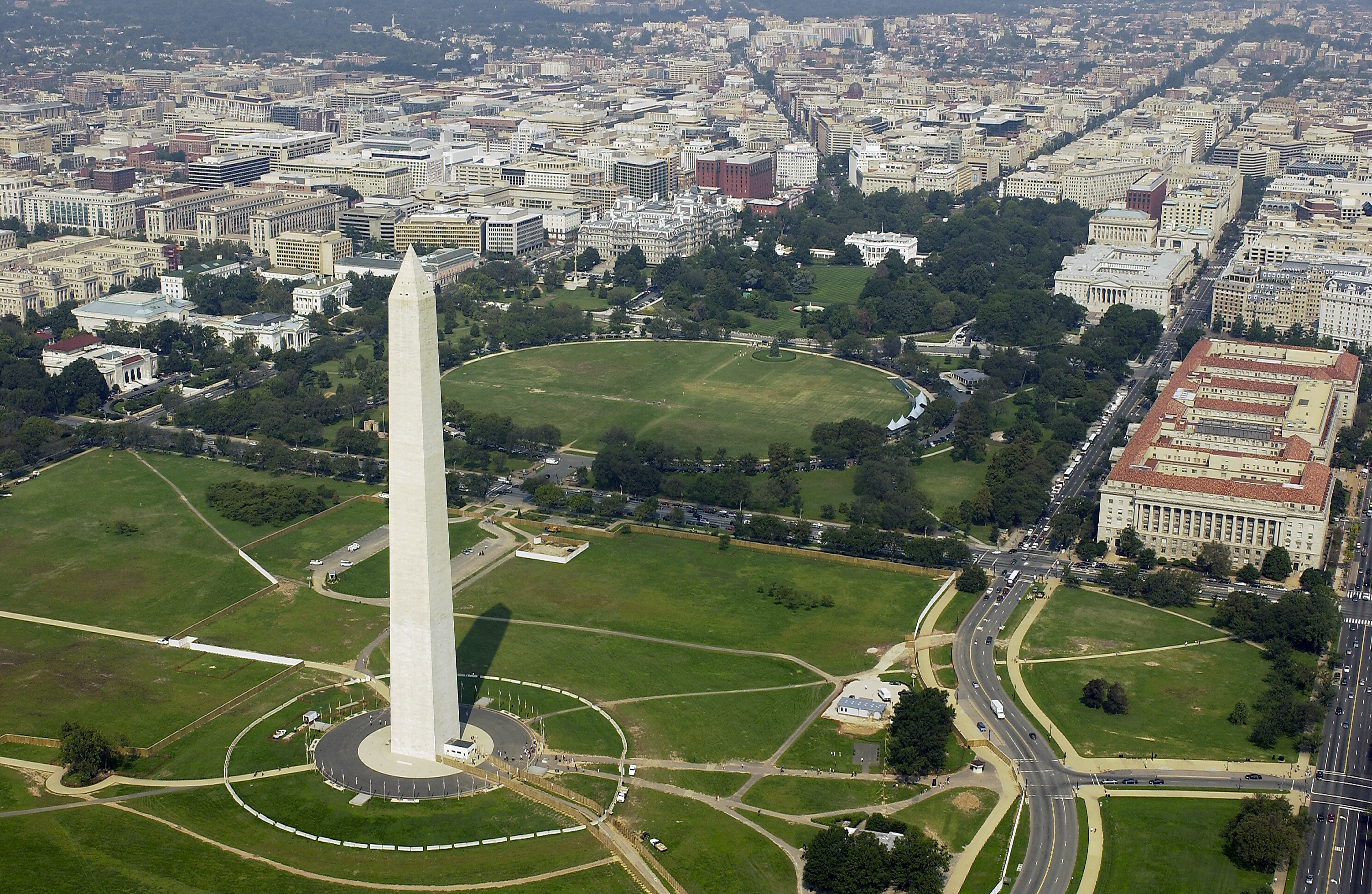
Washington, D.C., Sitz einer der mächtigsten Regierungen der Erde

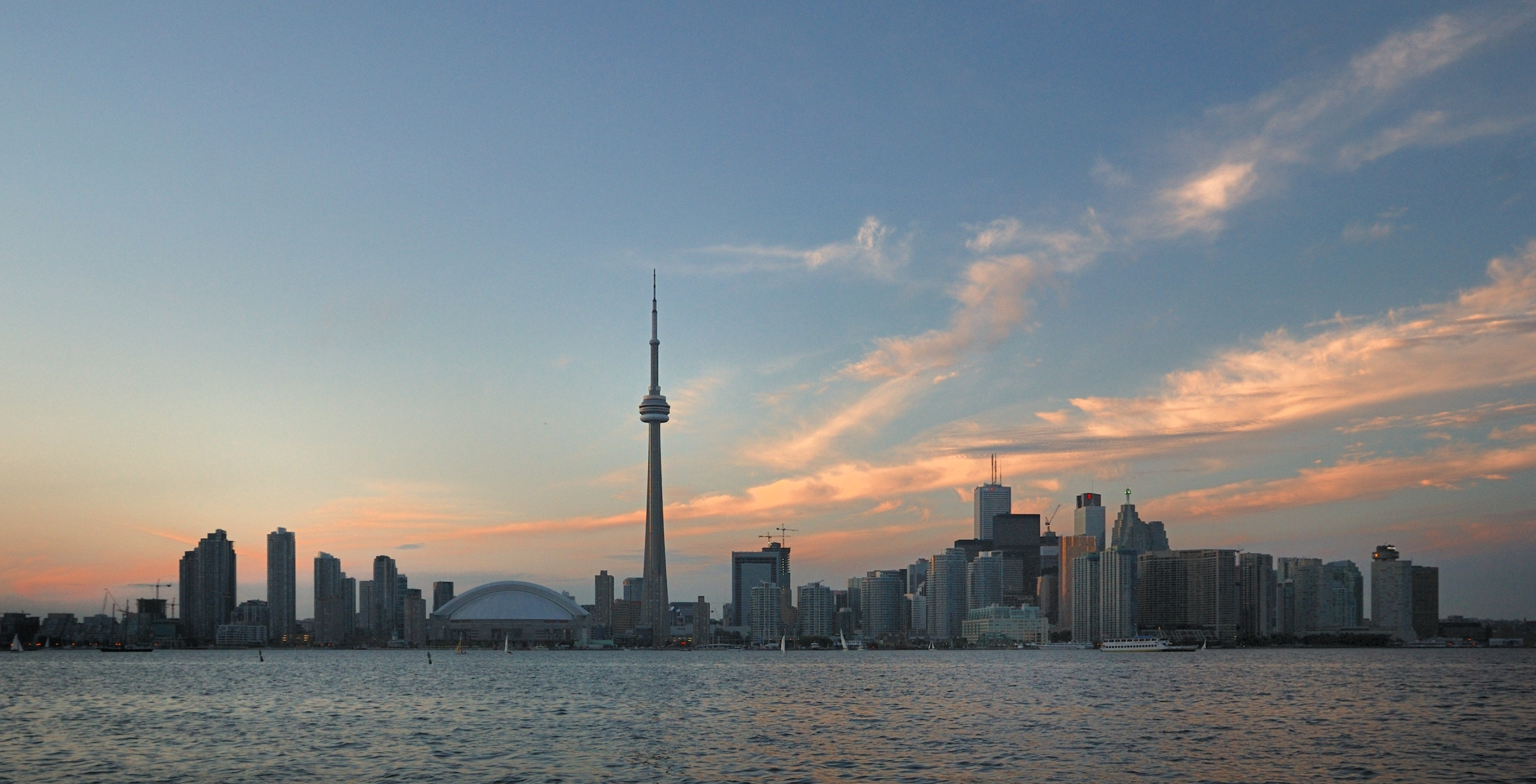
Toronto, größte Stadt Kanadas und ein bedeutendes Finanzzentrum in Nordamerika

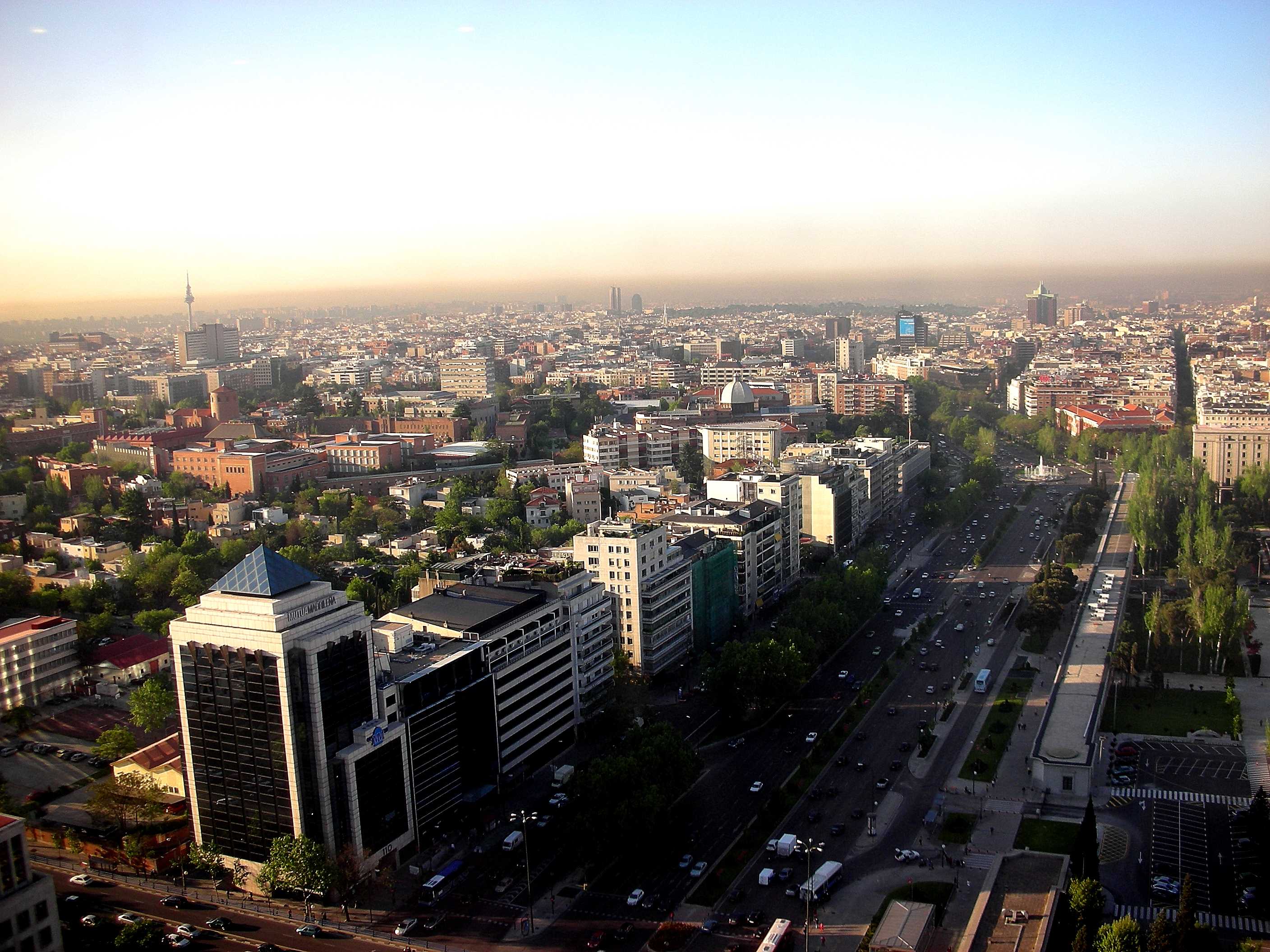
Madrid, kulturelles, wirtschaftliches und politisches Zentrum Spaniens

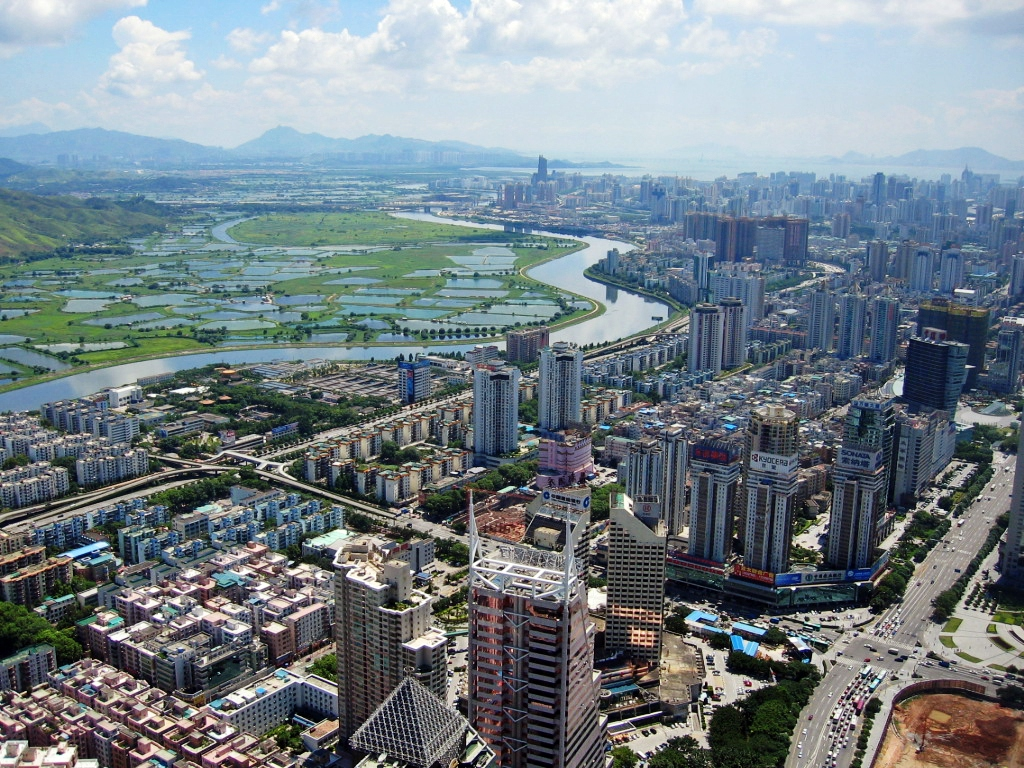
Shenzhen, ein Synonym für „die Werkbank der Welt“

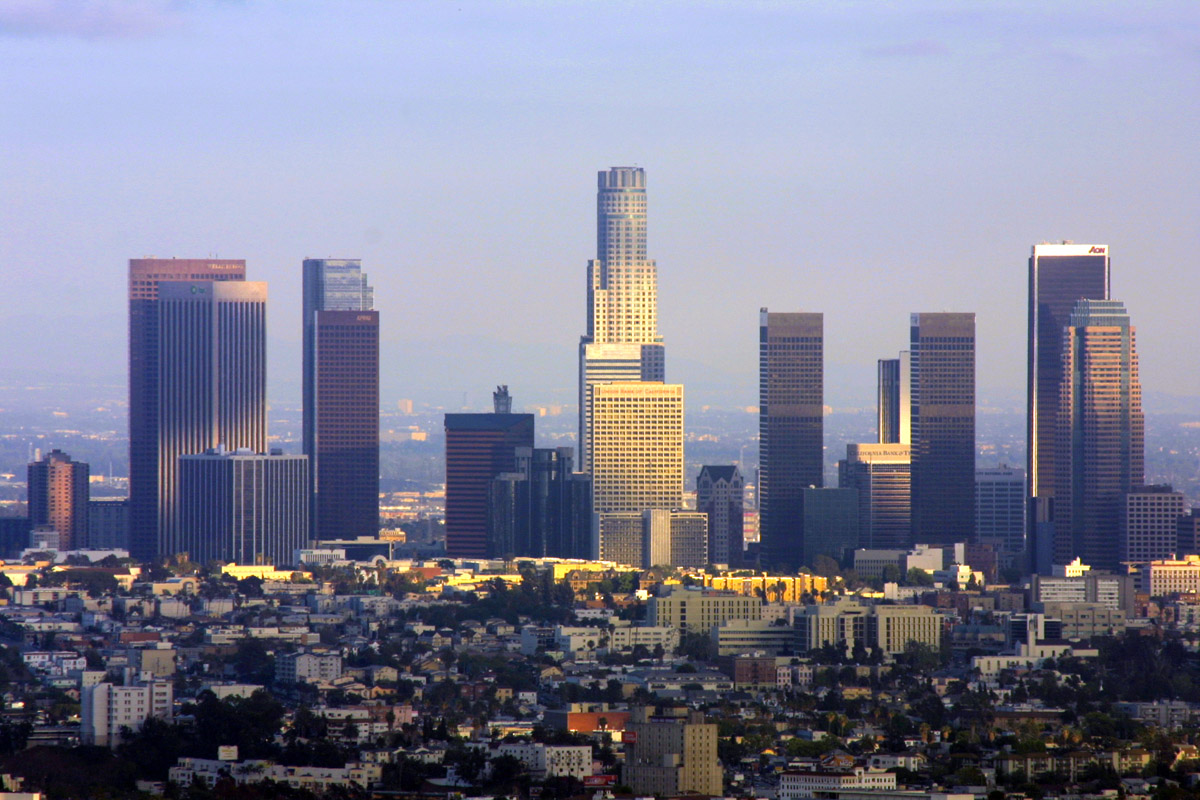
Los Angeles hat weltweiten Einfluss als Zentrum westlicher Populärkultur (Hollywood).

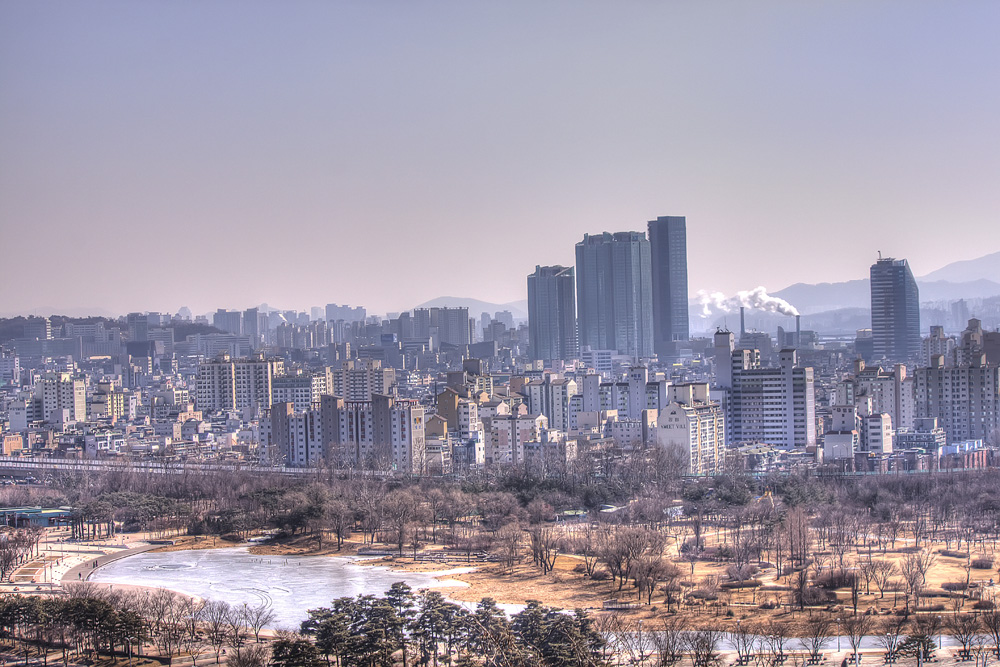
Seoul, international bedeutende Metropole in Ostasien

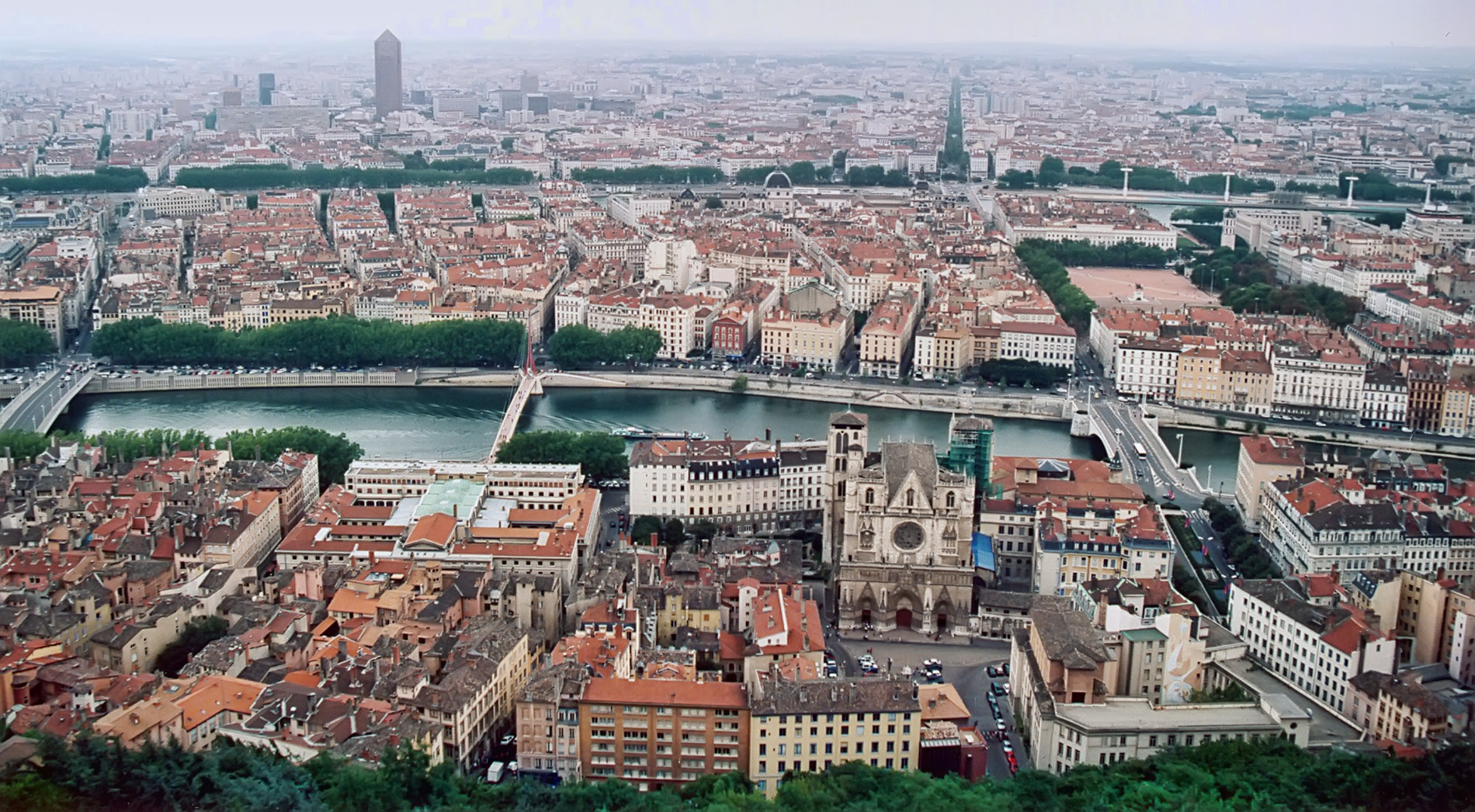
Lyon als Behördensitz sowie finanzielles, medizinisches und kulinarisches Zentrum im Osten Frankreichs

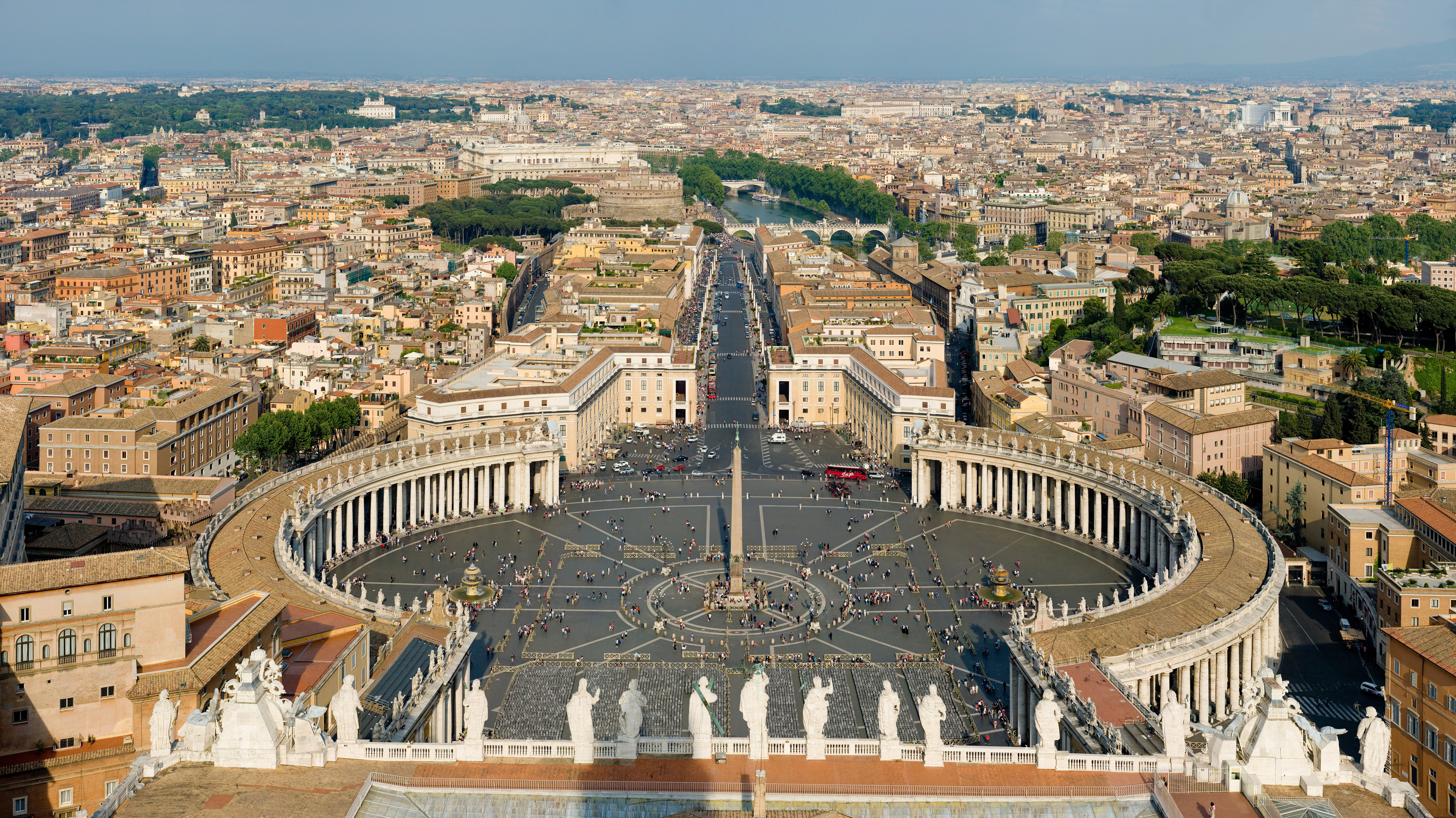
Rom, einst Mittelpunkt des größten antiken Imperiums und bis heute die „Hauptstadt“ des weltumspannenden Katholizismus

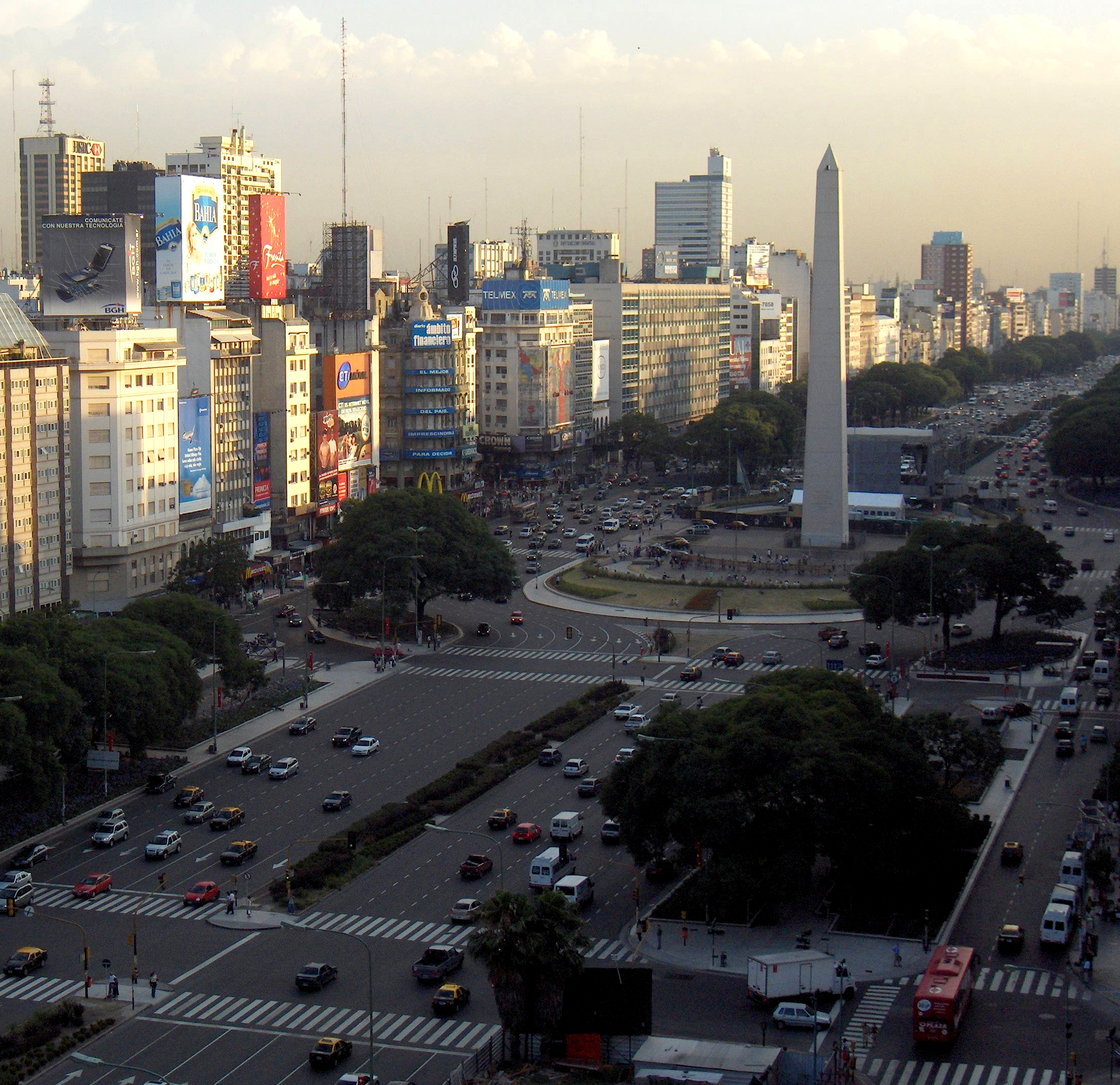
Buenos Aires, Argentiniens Hauptstadt und eine der wichtigsten Städte Lateinamerikas

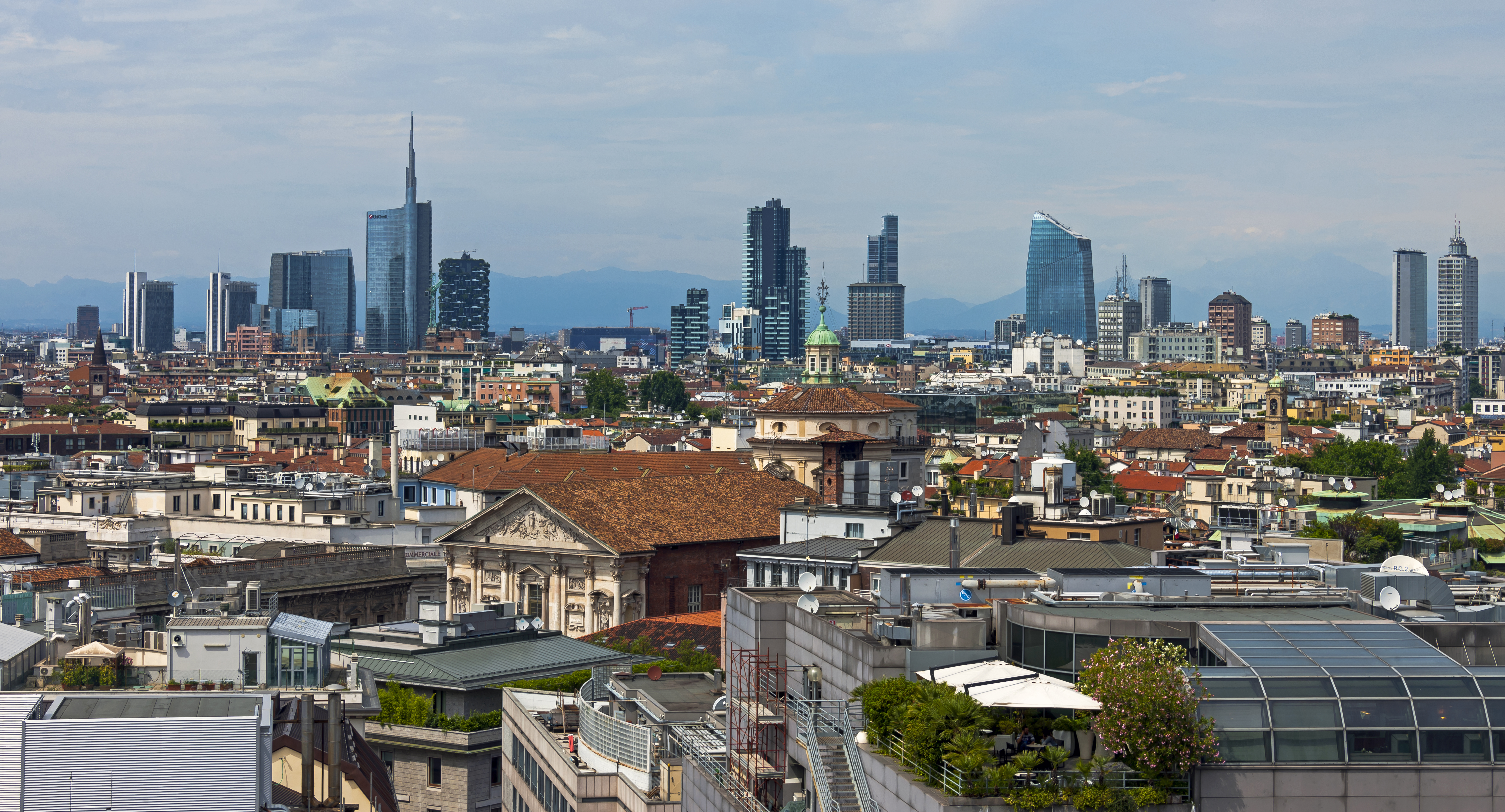
Mailand, wirtschaftliches Zentrum Italiens und einflussreiche europäische Metropole

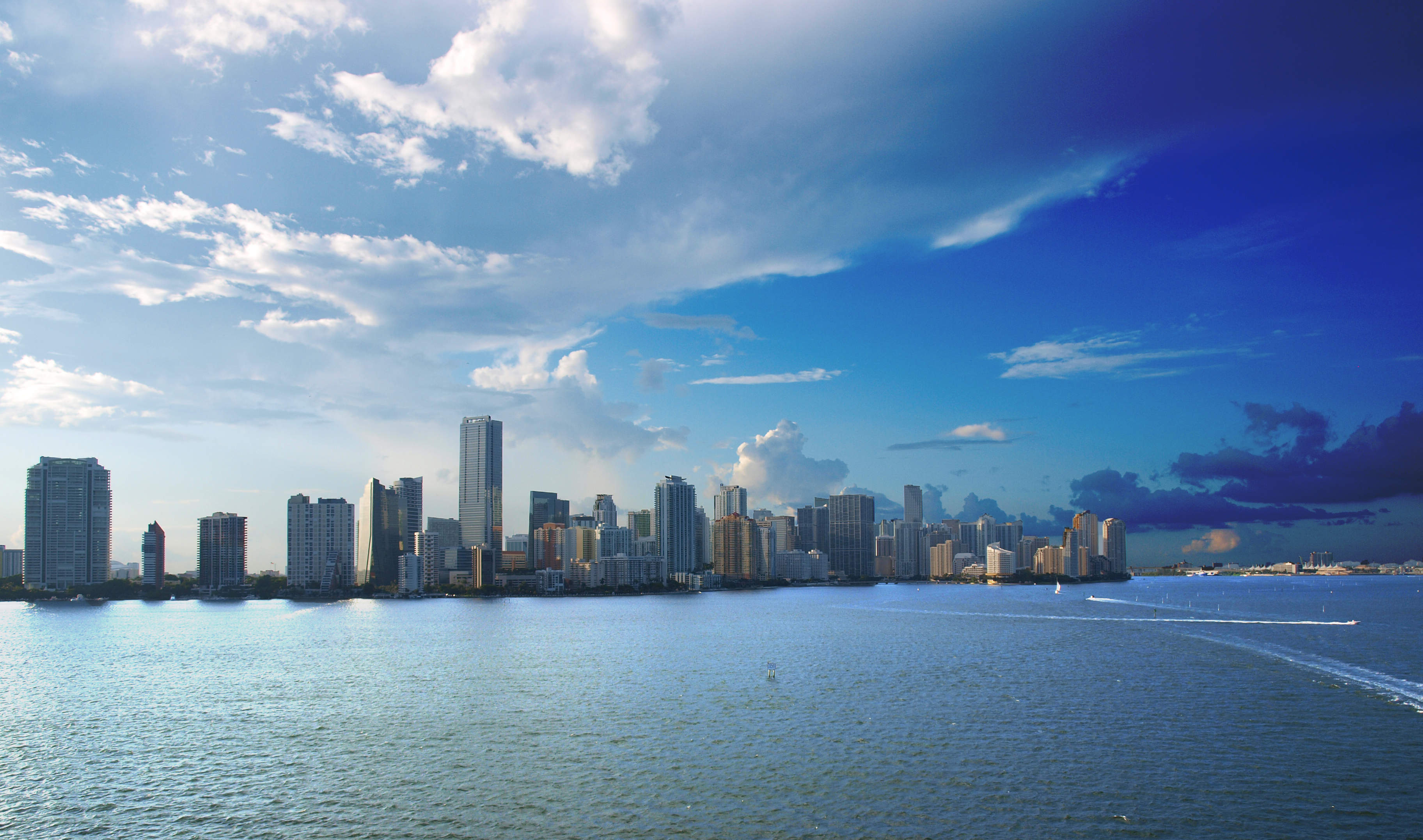
Miami, Knotenpunkt zwischen Nord- und Lateinamerika

| Kategorie 2020    | Stadt                        | Land                         |
| ----------------- | ---------------------------- | ---------------------------- |
| Alpha++           | London                       | Vereinigtes Königreich       |
| Alpha++           | New York City                | Vereinigte Staaten           |
| Alpha+            | Dubai                        | Vereinigte Arabische Emirate |
| Alpha+            | Hongkong                     | Volksrepublik China          |
| Alpha+            | Paris                        | Frankreich                   |
| Alpha+            | Peking                       | Volksrepublik China          |
| Alpha+            | Shanghai                     | Volksrepublik China          |
| Alpha+            | Singapur                     | Singapur                     |
| Alpha+            | Tokio                        | Japan                        |
| Alpha             | Amsterdam                    | Niederlande                  |
| Alpha             | Brüssel                      | Belgien                      |
| Alpha             | Chicago                      | Vereinigte Staaten           |
| Alpha             | Frankfurt am Main            | Deutschland                  |
| Alpha             | Jakarta                      | Indonesien                   |
| Alpha             | Kuala Lumpur                 | Malaysia                     |
| Alpha             | Los Angeles                  | Vereinigte Staaten           |
| Alpha             | Madrid                       | Spanien                      |
| Alpha             | Mailand                      | Italien                      |
| Alpha             | Mexiko-Stadt                 | Mexiko                       |
| Alpha             | Moskau                       | Russland                     |
| Alpha             | Mumbai                       | Indien                       |
| Alpha             | São Paulo                    | Brasilien                    |
| Alpha             | Sydney                       | Australien                   |
| Alpha             | Toronto                      | Kanada                       |
| Alpha−            | Bangkok                      | Thailand                     |
| Alpha−            | Bengaluru                    | Indien                       |
| Alpha−            | Boston                       | Vereinigte Staaten           |
| Alpha−            | Buenos Aires                 | Argentinien                  |
| Alpha−            | Dublin                       | Irland                       |
| Alpha−            | Guangzhou                    | Volksrepublik China          |
| Alpha−            | Istanbul                     | Türkei                       |
| Alpha−            | Johannesburg                 | Südafrika                    |
| Alpha−            | Lissabon                     | Portugal                     |
| Alpha−            | Luxemburg                    | Luxemburg                    |
| Alpha−            | Manila                       | Philippinen                  |
| Alpha−            | Melbourne                    | Australien                   |
| Alpha−            | Montreal                     | Kanada                       |
| Alpha−            | München                      | Deutschland                  |
| Alpha−            | Neu-Delhi                    | Indien                       |
| Alpha−            | Prag                         | Tschechien                   |
| Alpha−            | Riad                         | Saudi-Arabien                |
| Alpha−            | San Francisco                | Vereinigte Staaten           |
| Alpha−            | Santiago de Chile            | Chile                        |
| Alpha−            | Seoul                        | Südkorea                     |
| Alpha−            | Shenzhen                     | Volksrepublik China          |
| Alpha−            | Stockholm                    | Schweden                     |
| Alpha−            | Taipeh                       | Taiwan                       |
| Alpha−            | Warschau                     | Polen                        |
| Alpha−            | Wien                         | Österreich                   |
| Alpha−            | Zürich                       | Schweiz                      |
| Beta+             |                              |                              |
| Atlanta           | Vereinigte Staaten           |                              |
| Auckland          | Neuseeland                   |                              |
| Barcelona         | Spanien                      |                              |
| Beirut            | Libanon                      |                              |
| Berlin            | Deutschland                  |                              |
| Bogotá            | Kolumbien                    |                              |
| Brisbane          | Australien                   |                              |
| Budapest          | Ungarn                       |                              |
| Bukarest          | Rumänien                     |                              |
| Chengdu           | Volksrepublik China          |                              |
| Dallas            | Vereinigte Staaten           |                              |
| Doha              | Katar                        |                              |
| Düsseldorf        | Deutschland                  |                              |
| Hamburg           | Deutschland                  |                              |
| Houston           | Vereinigte Staaten           |                              |
| Kairo             | Ägypten                      |                              |
| Kopenhagen        | Dänemark                     |                              |
| Lima              | Peru                         |                              |
| Miami             | Vereinigte Staaten           |                              |
| Rom               | Italien                      |                              |
| Tel Aviv          | Israel                       |                              |
| Vancouver         | Kanada                       |                              |
| Washington, D.C.  | Vereinigte Staaten           |                              |
| Beta              |                              |                              |
| Abu Dhabi         | Vereinigte Arabische Emirate |                              |
| Athen             | Griechenland                 |                              |
| Casablanca        | Marokko                      |                              |
| Chennai           | Indien                       |                              |
| Chongqing         | Volksrepublik China          |                              |
| Denver            | Vereinigte Staaten           |                              |
| Hangzhou          | Volksrepublik China          |                              |
| Hanoi             | Vietnam                      |                              |
| Helsinki          | Finnland                     |                              |
| Ho-Chi-Minh-Stadt | Vietnam                      |                              |
| Kapstadt          | Südafrika                    |                              |
| Karatschi         | Pakistan                     |                              |
| Kiew              | Ukraine                      |                              |
| Manama            | Bahrain                      |                              |
| Montevideo        | Uruguay                      |                              |
| Nairobi           | Kenia                        |                              |
| Nanjing           | Volksrepublik China          |                              |
| Oslo              | Norwegen                     |                              |
| Panama-Stadt      | Panama                       |                              |
| Perth             | Australien                   |                              |
| Philadelphia      | Vereinigte Staaten           |                              |
| Rio de Janeiro    | Brasilien                    |                              |
| Seattle           | Vereinigte Staaten           |                              |
| Tianjin           | Volksrepublik China          |                              |
| Beta−             |                              |                              |
| Almaty            | Kasachstan                   |                              |
| Amman             | Jordanien                    |                              |
| Austin            | Vereinigte Staaten           |                              |
| Belgrad           | Serbien                      |                              |
| Bratislava        | Slowakei                     |                              |
| Calgary           | Kanada                       |                              |
| Caracas           | Venezuela                    |                              |
| Changsha          | Volksrepublik China          |                              |
| Dalian            | Volksrepublik China          |                              |
| Detroit           | Vereinigte Staaten           |                              |
| Dhaka             | Bangladesch                  |                              |
| Dschidda          | Saudi-Arabien                |                              |
| Edinburgh         | Vereinigtes Königreich       |                              |
| Genf              | Schweiz                      |                              |
| George Town       | Cayman Islands               |                              |
| Guatemala-Stadt   | Guatemala                    |                              |
| Hyderabad         | Indien                       |                              |
| Jinan             | Volksrepublik China          |                              |
| Kampala           | Uganda                       |                              |
| Kuwait            | Kuwait                       |                              |
| Lagos             | Nigeria                      |                              |
| Lahore            | Pakistan                     |                              |
| Lyon              | Frankreich                   |                              |
| Manchester        | Vereinigtes Königreich       |                              |
| Maskat            | Oman                         |                              |
| Minneapolis       | Vereinigte Staaten           |                              |
| Monterrey         | Mexiko                       |                              |
| Nikosia           | Zypern                       |                              |
| Osaka             | Japan                        |                              |
| Quito             | Ecuador                      |                              |
| Sankt Petersburg  | Russland                     |                              |
| San Diego         | Vereinigte Staaten           |                              |
| San José          | Costa Rica                   |                              |
| San Salvador      | El Salvador                  |                              |
| Shenyang          | Volksrepublik China          |                              |
| Sofia             | Bulgarien                    |                              |
| Stuttgart         | Deutschland                  |                              |
| Tampa             | Vereinigte Staaten           |                              |
| Tunis             | Tunesien                     |                              |
| Wuhan             | Volksrepublik China          |                              |
| Xiamen            | Volksrepublik China          |                              |
| Xi’an             | Volksrepublik China          |                              |
| Zagreb            | Kroatien                     |                              |
| Zhengzhou         | Volksrepublik China          |                              |

## Deutscher Sprachraum und Europäische Union

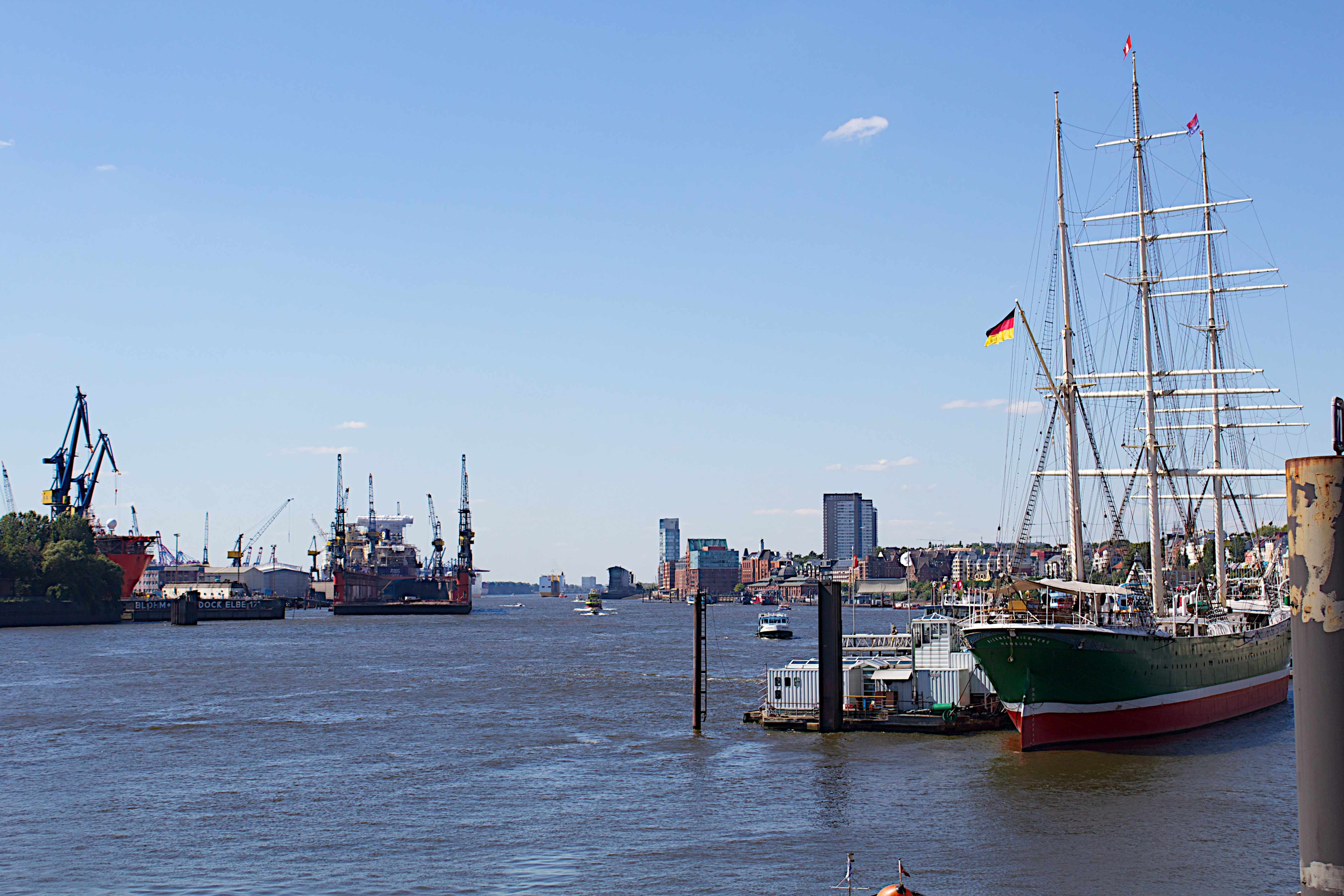
Hamburg besitzt einen der weltweit führenden Seehäfen.

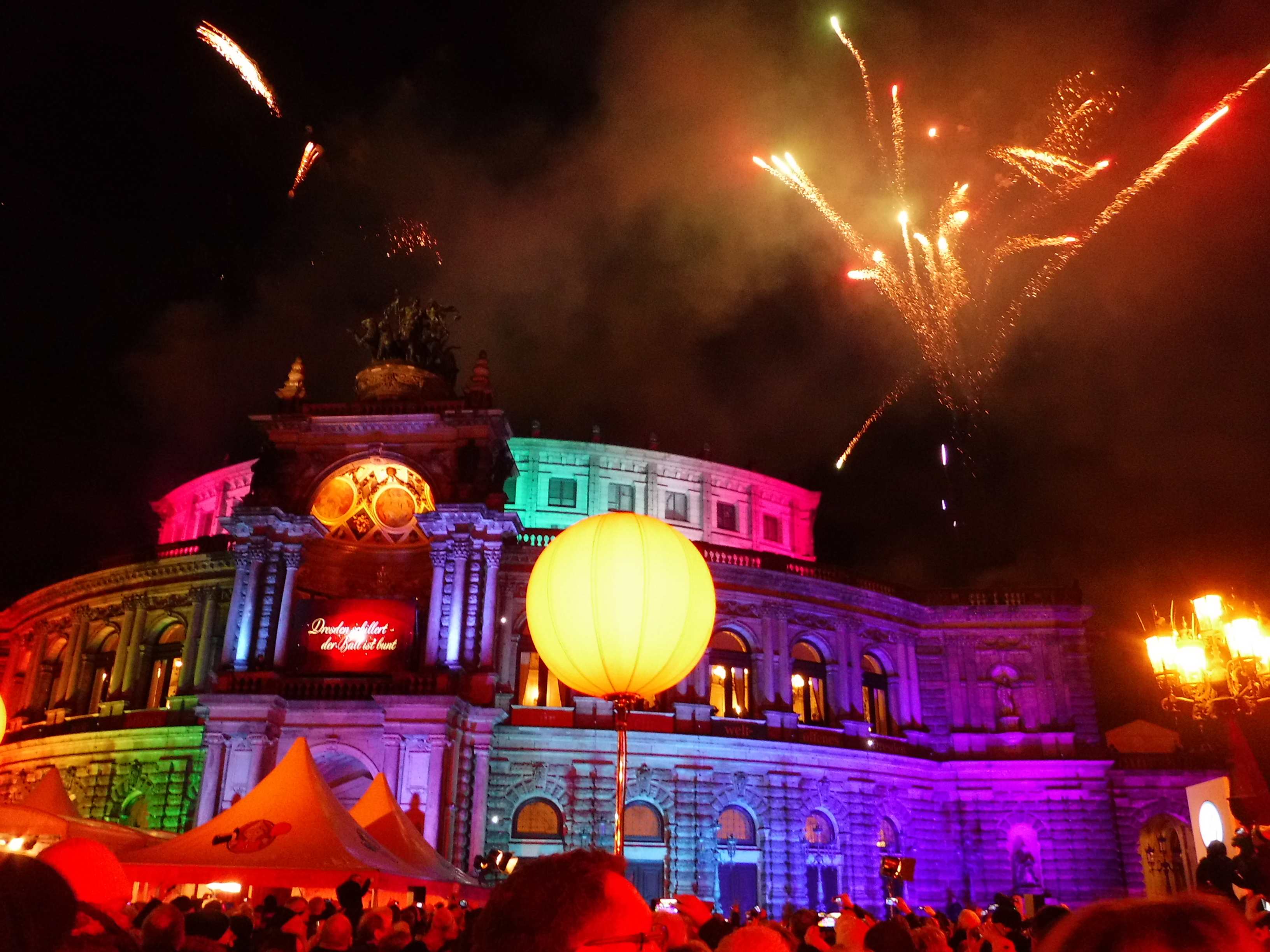
Dresden bietet ein großes Kulturangebot, wie hier beim Semperopernball.

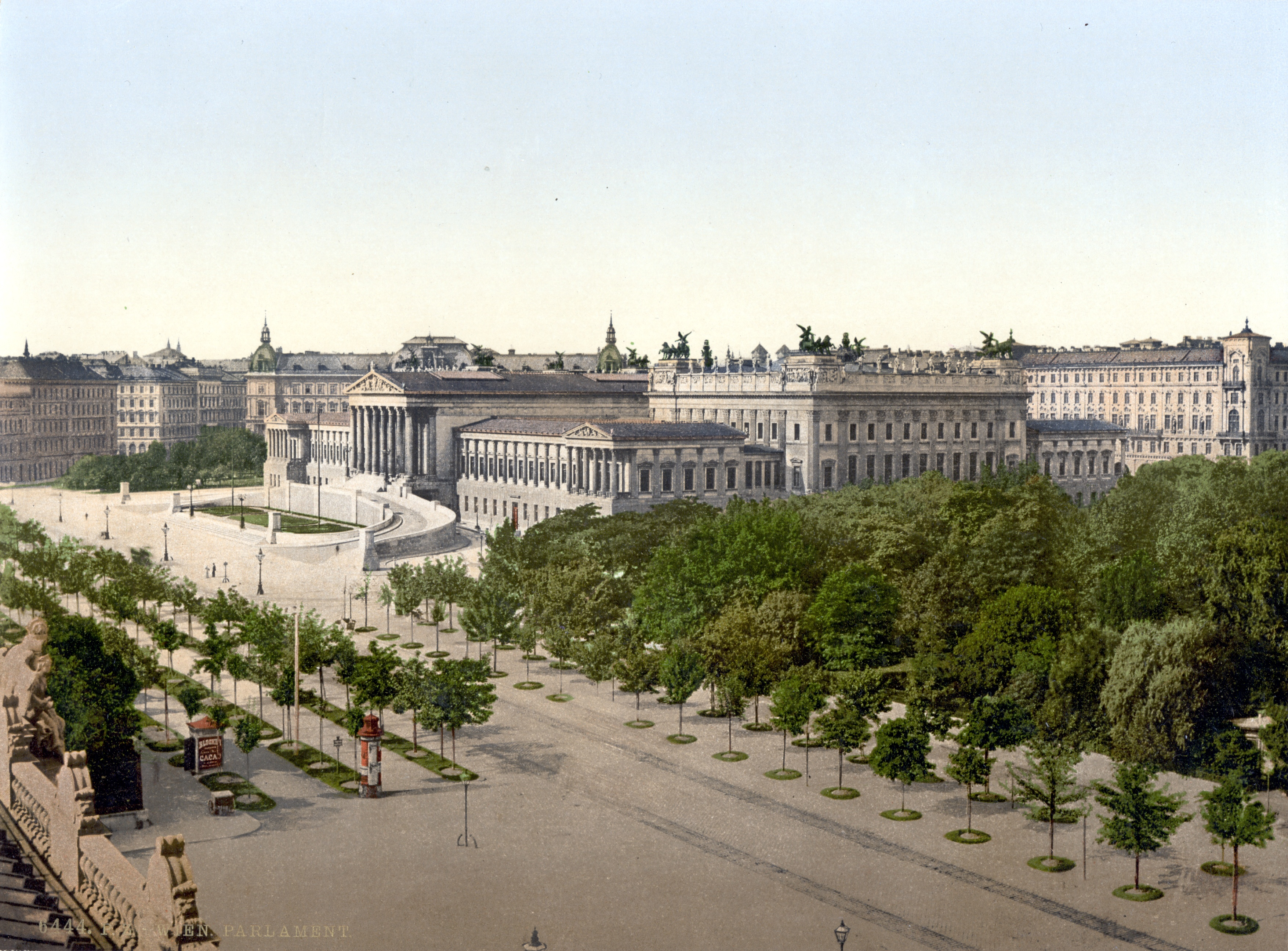
Wien war um 1910 mit zwei Millionen Einwohnern die damals viertgrößte Stadtgemeinde der Welt.

Es gibt in den Staaten des mitteleuropäischen deutschen Sprachraums mehrere Städte, die weltweite Bedeutung haben und internationalen Einfluss ausüben.

### Deutschland
In Deutschland weisen mehrere Metropolen globale Bedeutung auf und üben internationalen Einfluss aus. Innerhalb des föderal organisierten Deutschlands ist jedoch eine Aufteilung der wirtschaftlichen, politischen und kulturellen Präsenz mit globalem Einfluss zu beobachten, sodass von einer Weltstadt im umfassenden Sinne nur begrenzt ausgegangen werden kann.
Die genannten drei Funktionsbereiche verteilen sich vorwiegend auf Berlin als Regierungssitz, Kultur- und Wissenschaftsmetropole, Frankfurt am Main als Finanzzentrum und Verkehrsknotenpunkt, München als Industrie- und Technologiezentrum und Hamburg als bedeutende Medien-, Seehafen- und Handelsstadt.
Köln als Medienzentrum, Stuttgart und Düsseldorf als Sitz weltweit agierender Konzerne, die Bundesstadt Bonn als Sitz internationaler Organisationen, Dresden als Kulturmetropole sowie Leipzig, Nürnberg und Hannover als Industrie-, Dienstleistungs- und Messestädte weisen ebenfalls einen hohen Grad internationaler Verflechtungen auf.

### Österreich
In der Republik Österreich ist Wien, auch mit Hinblick auf den Sitz der UNO und anderen internationalen Organisationen, die einzige Stadt mit weltweiter politischer Bedeutung und internationalem Einfluss. Jedoch wurde auch die Stadt Salzburg aufgrund ihrer kulturellen Bedeutung im Jahr 2020 als Weltstadt ausgezeichnet.

### Schweiz
In der Schweiz hingegen sind Zürich (als wichtiger Finanzplatz), Genf (Diplomatenstadt) und Basel (wichtigster Chemie- und Pharmaindustriestandort in Europa) Städte von internationaler Ausstrahlung und werden vom Bundesamt für Raumentwicklung (ARE) als die drei einzigen Metropolitanräume des Landes gelistet.

### Luxemburg
Die Stadt Luxemburg ist als Sitz wichtiger EU-Institutionen von besonderer Bedeutung innerhalb der Europäischen Union.

### Frankreich
In Frankreich gibt es mehrere Großstädte von internationale Bedeutung. Wegen der zentralistischen Organisation des Landes hat die Hauptstadt dort jedoch eine herausragende Bedeutung. Die Weltstadt Paris ist die einzige Megacity des Landes mit rund 2,11 Millionen Einwohnern. Die Metropolregion zählt rund zwölf Millionen Einwohner. Paris ist als Sitz der Regierung und von Ministerien das politische Zentrum, durch das Geschäftsviertel La Défense das wirtschaftliche Zentrum und auch das kulturelle Zentrum durch ein üppiges Angebot an Theatern, Opernhäusern, Festivals, Kunstgalerien etc.
Lyon wird oft als die zweite Stadt nach Paris bezeichnet. Besonders bedeutend ist die Weltstadt, deren Metropolregion über 2,3 Millionen Einwohner hat, für verschiedene Punkte. Einerseits für den Finanz- und Bankensektor, dann für die medizinische Forschung und außerdem für Kulinarik.
Als Sitz von verschiedenen internationalen Institutionen und diplomatischen Einrichtungen sowie dem Europarat ist Straßburg eine bedeutende Weltstadt, die in diesen Bereichen sich in einer Reihe mit New York City, Genf und Basel befindet.
Marseille ist ein wichtiges Zentrum Südfrankreichs, an der Mittelmeerküste gelegen. Vor allem der Hafen trägt zur Bedeutung Marseilles bei. Mit der Nachbarstadt Aix-en-Provence bildet Marseille eine Region mit 1,9 Millionen Menschen.

### Historische Weltstädte
In früheren Zeiten gab es im deutschen Sprachraum weitere Städte, auf die die ganzheitliche Definition einer Weltstadt zutraf, auch wenn sich der Begriff „Welt“ in früheren Jahrhunderten auf den damals bekannten Teil derselben beschränkte.
Beispiele für echte Weltstädte waren damals etwa Trier als Kaisersitz des Römischen Reiches im 4. Jahrhundert, Aachen als Residenzstadt Karls des Großen im 8./9. Jahrhundert, Prag als Sitz des römisch-deutschen Kaisers Karl IV. und seines Sohnes Wenzel IV. im Heiligen Römischen Reich des 14. Jahrhunderts, Augsburg, Brügge und Nürnberg im 15. Jahrhundert, Antwerpen als reichste Handelsstadt Europas im 16. Jahrhundert, Amsterdam als ebenfalls durch den Handel wohlhabendste Stadt Europas im 17. Jahrhundert, Wien als Sitz der Habsburger Kaiser des Heiligen Römischen Reiches sowie des Kaisertum Österreichs, Reichshauptstadt und Kulturzentrum von 1683 bis 1918 oder Berlin als Reichshauptstadt und damals größte Stadt Kontinentaleuropas im frühen 20. Jahrhundert.
Lübeck als Hauptort der Hanse war im Spätmittelalter eine der bedeutendsten Städte im Ostseeraum und eine der bevölkerungsreichsten Städte im Heiligen Römischen Reich. In zahlreichen Städten im Ostseeraum galt Lübisches Recht.